# Перший уряд Миколи Азарова
У́ряд Мико́ли Аза́рова — український уряд, сформований 11 березня 2010 року коаліцією депутатських фракцій «Стабільність і реформи» та окремих депутатів. 3 грудня 2012 року уряд був відправлений у відставку, але члени уряду продовжували виконувати свої обов'язки до 24 грудня 2012 року, коли Президент України Віктор Янукович окремими указами призначив нових і звільнив старих міністрів.
Згідно з чинною на той час Конституцією України (в редакції від 8.12.2004) таке формування уряду грубо суперечило статті 83 Конституції України (яка діяла до 30 вересня 2010 року), відповідно до якої уряд може сформувати тільки коаліція депутатських фракцій: «У Верховній Раді України за результатами виборів і на основі узгодження політичних позицій формується коаліція депутатських фракцій, до складу якої входить більшість народних депутатів України від конституційного складу Верховної Ради України». За запитом депутатів від «Партії регіонів» Конституційний Суд прийняв явно суперечливе[прояснити] рішення від 6 квітня 2010 року, що таке формування «правлячої коаліції» є допустимим.

## Склад уряду

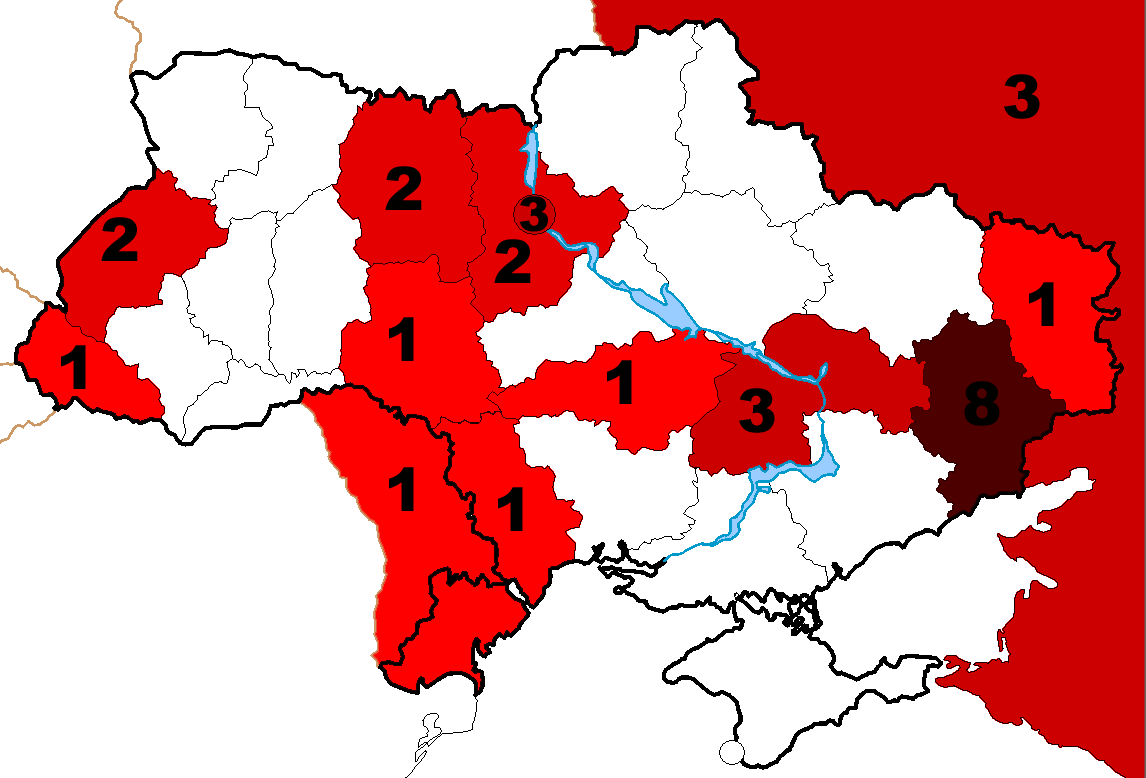
Розподіл членів уряду Азарова за походженням

11 березня 2010 року на своєму ранковому пленарному засіданні Верховна Рада України прийняла, зокрема, дві Постанови:
- «Про призначення Азарова М. Я. Прем'єр-міністром України» (№ 1963-VI)[7];
- «Про звільнення Тимошенко Ю. В. з посади Прем'єр-міністра України» (№ 1964-VI)[8].

Так, «відповідно до пункту 12 частини першої статті 85 та частини другої статті 114 Конституції України», Верховна Рада України призначила Миколу Яновича Азарова на посаду Прем'єр-міністра України. Результати поіменного голосування були такими:
| За  | Проти | Утрималися | Не голосували | Всього |
| --- | ----- | ---------- | ------------- | ------ |
| 242 | 4     | 1          | 96            | 343    |

Зокрема, за фракціями:
| Фракція | Кількість депутатів | За  | Проти | Утрималися | Не голосували | Відсутні |
| --- | ------------------- | --- | ----- | ---------- | ------------- | -------- |
| Фракція Партії регіонів у Верховній Раді України | 172                 | 172 | 0     | 0          | 0             | 0        |
| Фракція «Блок Юлії Тимошенко» (політичних партій «Всеукраїнське об'єднання „Батьківщина“», Українська соціал-демократична партія, партія «Реформи і порядок») | 155                 | 8   | 3     | 0          | 56            | 88       |
| Фракція Блоку «Наша Україна — Народна Самооборона»: Народний Союз «Наша Україна», Політична партія «Вперед, Україно!», Народний Рух України, Українська Народна Партія, Українська республіканська партія «Собор», Партія Християнсько-Демократичний Союз, Європейська партія України, Громадянська партія «ПОРА», Партія захисників Вітчизни | 72                  | 11  | 1     | 1          | 40            | 19       |
| Фракція Комуністичної партії України | 27                  | 27  | 0     | 0          | 0             | 0        |
| Фракція «Блок Литвина» (Народна Партія, Трудова партія України) у Верховній Раді України | 20                  | 20  | 0     | 0          | 0             | 0        |
| Позафракційні | 4                   | 4   | 0     | 0          | 0             | 0        |

Згодом Верховна Рада України припинила повноваження членів другого уряду Юлії Тимошенко, а також звільнила Валентина Наливайченка з посади Голови Служби безпеки України.
Відразу після цього Верховна Рада України:
- призначила Валерія Хорошковського на посаду Голови Служби безпеки України[16];
- сформувала склад Кабінету Міністрів України[17] в числі одного[17] Першого Віце-Прем'єр-Міністра, шістьох[17] Віце-Прем'єр-Міністрів і двадцяти одного[17][18][19] Міністра;
- ухвалила рішення про дострокове припинення депутатських повноважень тих Народних депутатів України, які були щойно обрані членами Кабінету Міністрів України[1].

Результати поіменного голосування були такими:
| Назва голосування | За  | Проти | Утрималися | Не голосували | Всього |
| --- | --- | ----- | ---------- | ------------- | ------ |
| Поіменне голосування щодо призначення Хорошковського В. І. на посаду Голови Служби безпеки України                                | 238 | 1     | 1          | 114           | 354    |
| Поіменне голосування щодо формування складу Кабінету Міністрів України                                                            | 240 | 4     | 1          | 108           | 353    |
| Поіменне голосування щодо призначення Міністром оборони України Єжеля М. Б. та Міністром закордонних справ України Грищенка К. І. | 239 | 0     | 0          | 132           | 371    |

### Віце-Прем'єр-Міністри
| Посада                      | Очільник                       | «Сфера впливу»                 | Партійність     | Час перебування на посаді, підстава      |
| --------------------------- | ------------------------------ | ------------------------------ | --------------- | ---------------------------------------- |
| Перший Віце-Прем'єр-Міністр | Клюєв Андрій Петрович          | —                              | Партія регіонів | з 11 березня 2010 року                   |
| Віце-Прем'єр-Міністр        | Колесніков Борис Вікторович    | з Євро-2012                    | Партія регіонів | з 11 березня 2010 року                   |
| Віце-Прем'єр-Міністр        | Семиноженко Володимир Петрович | з гуманітарних питань          | безпартійний    | з 11 березня 2010 року по 2 липня 2010   |
| Віце-Прем'єр-Міністр        | Сівкович Володимир Леонідович  | «силовий блок»                 | Партія регіонів | з 11 березня 2010 року по 13 жовтня 2010 |
| Віце-Прем'єр-Міністр        | Слаута Віктор Андрійович       | з питань АПК                   | Партія регіонів | з 11 березня 2010 року по 13 жовтня 2010 |
| Віце-Прем'єр-Міністр        | Тігіпко Сергій Леонідович      | з економічних питань           | Сильна Україна  | з 11 березня 2010 року                   |
| Віце-Прем'єр-Міністр        | Тихонов Віктор Миколайович     | з питань регіональної політики | Партія регіонів | з 11 березня 2010 року до 1 червня 2011. |

Докладно питання, що належать до компетенції Першого віце-прем'єр-міністра та віце-прем'єр-міністрів, були визначені 17 березня 2010 року:
| Посада                      | Очільник                       | Питання компетенції |
| --------------------------- | ------------------------------ | --- |
| Перший Віце-Прем'єр-Міністр | Клюєв Андрій Петрович          | - підготовки та виконання Програми діяльності Кабінету Міністрів України, виконання загальнодержавних програм економічного та соціального розвитку; - підвищення вітчизняного потенціалу з експорту продукції, що виробляється на підприємствах галузей національної економіки, захисту та підтримки національного товаровиробника; - інвестиційно-інноваційної політики в реальному секторі економіки; - ліквідації наслідків надзвичайних ситуацій і захисту населення від наслідків Чорнобильської катастрофи; - охорони праці та промислової безпеки; - паливно-енергетичного комплексу, забезпечення енергетичної та ядерної безпеки держави; - розвитку енергоринку, електроенергетики, вугільної, газо- та нафтодобувної галузі; - енергозбереження, диверсифікації джерел постачання енергоносіїв, у тому числі альтернативних; - промисловості; - космічної діяльності; - транспорту і зв'язку; - розвитку торговельно-економічного співробітництва з країнами СНД; - зв'язків з Верховною Радою України. |
| Віце-Прем'єр-Міністр        | Колесніков Борис Вікторович    | - екологічної безпеки; - використання та охорони природних ресурсів; - регулювання земельних відносин та їхнє реформування; - розвитку лісового та водного господарства; - діяльності засобів масової інформації, розвитку інформаційної сфери; - фізичної культури і спорту, підготовки та проведення в Україні фінальної частини чемпіонату Європи 2012 року з футболу; - туризму; - сім'ї та молоді. |
| Віце-Прем'єр-Міністр        | Семиноженко Володимир Петрович | - охорони здоров'я; - освіти; - науково-технічної та інноваційної політики; - інтелектуальної власності; - культури, охорони національної культурної спадщини; - реклами, виставкової діяльності; - міжконфесійних і міжнаціональних відносин; - благодійництва та гуманітарної допомоги; - соціальної політики; - політики грошових доходів, зайнятості населення, трудової міграції; - нагляду за додержанням законодавства про працю; - видавничої та архівної справи; - забезпечення захисту суспільної моралі; - державної мовної політики; - прозорості та відкритості діяльності органів виконавчої влади, розвитку комунікації влади і суспільства, створення сприятливих умов для розвитку громадянського суспільства; - взаємодії органів виконавчої влади з Національною радою з питань телебачення і радіомовлення, Національною тристоронньою соціально-економічною радою, Національною службою посередництва і примирення, Українським координаційним комітетом сприяння зайнятості населення, Українським національним фондом «Взаєморозуміння і примирення» при Кабінеті Міністрів України, об'єднаннями профспілок та роботодавців, іншими об'єднаннями громадян, а також зв'язків з об'єднаннями закордонних українців. |
| Віце-Прем'єр-Міністр        | Сівкович Володимир Леонідович  | - забезпечення державного суверенітету, обороноздатності та національної безпеки; - мобілізаційної підготовки та мобілізації; - ресурсного забезпечення військових формувань і правоохоронних органів; - функціонування оборонно-промислового комплексу; - військово-технічного співробітництва, експорту та імпорту товарів військового і спеціального призначення та подвійного використання, експортного контролю; - реалізації надлишкового військового майна; - правоохоронної діяльності, у тому числі захисту державного кордону та боротьби з податковими правопорушеннями; - запобігання та протидії корупції; - запобігання та протидії легалізації (відмиванню) доходів, одержаних злочинним шляхом; - реалізації правової політики; - міграції та біженців; - організації взаємодії з органами прокуратури та судової системи; - інформаційної безпеки. |
| Віце-Прем'єр-Міністр        | Слаута Віктор Андрійович       | - розвитку агропромислового комплексу; - створення інфраструктури продовольчого ринку, забезпечення продовольчої безпеки держави; - меліорації земель. |
| Віце-Прем'єр-Міністр        | Тігіпко Сергій Леонідович      | - проведення економічних реформ, економічної, цінової, регуляторної політики, формування позитивного інвестиційного іміджу України; - реформування відносин власності, управління об'єктами державної власності та приватизації державного майна; - статистики та бухгалтерського обліку; - розвитку підприємництва; - демонополізації та розвитку конкуренції; - захисту прав споживачів; - стандартизації, метрології та сертифікації; - державного матеріального резерву та державних закупівель; - удосконалення системи функціонування банківських і небанківських фінансових установ, розвитку ринку капіталу та його інфраструктури; - регулювання ринків фінансових послуг, цінних паперів та фондового ринку; - реформування публічної адміністрації; - міжнародної інтеграції, зокрема СОТ, співробітництва з міжнародними організаціями та іноземними державами; - координації політики інтеграції України до Європейського Союзу; - євроатлантичної інтеграції України; співробітництва з Радою Європи; адаптації законодавства України до законодавства Європейського Союзу; транскордонного співробітництва; - співпраці з Представництвом України при Європейських Співтовариствах (Європейському Союзі); - залучення і використання зовнішньої та міжнародної технічної допомоги, співробітництва з міжнародними фінансовими організаціями; - взаємодії Кабінету Міністрів України з Національним банком, Ощадбанком, Укрексімбанком та іншими банками, Торгово-промисловою палатою, фондовими та валютними біржами. |
| Віце-Прем'єр-Міністр        | Тихонов Віктор Миколайович     | - розвитку регіонів; - адміністративно-територіальної реформи; - реформування органів виконавчої влади та органів місцевого самоврядування на місцевому та регіональному рівні; - містобудування, архітектури та будівництва, промисловості будівельних матеріалів; - житлової політики та реформи житлово-комунального господарства; - збереження традиційного характеру середовища історичних ареалів населених місць, пам'яток архітектури і містобудування, благоустрою та інженерної інфраструктури територій населених пунктів; - організації роботи органів виконавчої влади з нормативно-правового врегулювання питань виборчого процесу та створення Державного реєстру виборців. |

### Міністри
| Посада | Очільник                              | Партійність     | Час перебування на посаді, підстава            |
| --- | ------------------------------------- | --------------- | ---------------------------------------------- |
| Міністр охорони навколишнього природного середовища України                                                           | Бойко Віктор Олексійович              | Блок Литвина    | з 11 березня 2010 року по 2 липня 2010 року    |
| Міністр охорони навколишнього природного середовища України                                                           | Злочевський Микола Владиславович      | Партія регіонів | з 2 липня 2010 року                            |
| Міністр палива та енергетики України                                                                                  | Бойко Юрій Анатолійович               | Партія регіонів | з 11 березня 2010 року                         |
| Міністр закордонних справ України                                                                                     | Грищенко Костянтин Іванович           | Партія регіонів | з 11 березня 2010 року                         |
| Міністр оборони України                                                                                               | Єжель Михайло Броніславович           | Партія регіонів | з 11 березня 2010 року по 8 лютого 2012        |
| Міністр оборони України                                                                                               | Саламатін Дмитро Альбертович          | Партія регіонів | з 8 лютого 2012 року                           |
| Міністр транспорту і зв'язку України                                                                                  | Єфименко Костянтин Олексійович        | Блок Литвина    | з 11 березня 2010 року                         |
| Міністр промислової політики України                                                                                  | Колєсніков Дмитро Валерійович         | Партія регіонів | з 11 березня 2010 року                         |
| Міністр культури і туризму України                                                                                    | Кулиняк Михайло Андрійович            | Партія регіонів | з 11 березня 2010 року                         |
| Міністр юстиції України                                                                                               | Лавринович Олександр Володимирович    | Партія регіонів | з 11 березня 2010 року                         |
| Міністр охорони здоров'я України                                                                                      | Митник Зіновій Миколайович            | Партія регіонів | з 11 березня 2010 року по 21 грудня 2010 року  |
| Міністр охорони здоров'я України                                                                                      | Ємець Ілля Миколайович                | безпартійний    | з 21 грудня 2010 року по 24 травня 2011 року   |
| Міністр охорони здоров'я України                                                                                      | Аніщенко Олександр Володимирович      | безпартійний    | з 24 травня 2011 року по 14 лютого 2012 року   |
| Міністр охорони здоров'я України                                                                                      | Богатирьова Раїса Василівна           | Партія регіонів | з 14 лютого 2012 року                          |
| Міністр внутрішніх справ України                                                                                      | Могильов Анатолій Володимирович       | Партія регіонів | з 11 березня 2010 року                         |
| Міністр праці та соціальної політики України                                                                          | Надрага Василь Іванович               | Блок Литвина    | з 11 березня 2010 року                         |
| Міністр з питань житлово-комунального господарства України                                                            | Попов Олександр Павлович              | Партія регіонів | з 11 березня 2010 року по 17 червня 2010 року  |
| Міністр з питань житлово-комунального господарства України                                                            | Хіврич Юрій Єгорович                  | ?               | з 17 червня 2010 року                          |
| Міністр економіки України                                                                                             | Цушко Василь Петрович                 | безпартійний    | з 11 березня 2010 року по 10 грудня 2010 року  |
| Міністр економічного розвитку і торгівлі України                                                                      | Клюєв Андрій Петрович                 | Партія регіонів | з 10 грудня 2010 року по 14 лютого 2012 року   |
| Міністр економічного розвитку і торгівлі України                                                                      | Порошенко Петро Олексійович           | безпартійний    | з 23 березня 2012 року по 24 грудня 2012 року  |
| Міністр аграрної політики України                                                                                     | Присяжнюк Микола Володимирович        | Партія регіонів | з 11 березня 2010 року                         |
| Міністр України у справах сім'ї, молоді та спорту                                                                     | Сафіуллін Равіль Сафович              | Партія регіонів | з 11 березня 2010 року                         |
| Міністр освіти і науки України                                                                                        | Табачник Дмитро Володимирович         | Партія регіонів | з 11 березня 2010 року                         |
| Міністр Кабінету Міністрів України                                                                                    | Толстоухов Анатолій Володимирович     | Партія регіонів | з 11 березня 2010 року                         |
| Міністр фінансів України                                                                                              | Ярошенко Федір Олексійович            | Партія регіонів | з 11 березня 2010 року                         |
| Міністр регіонального розвитку та будівництва України                                                                 | Яцуба Володимир Григорович            | Партія регіонів | з 11 березня 2010 року                         |
| Міністр вугільної промисловості України                                                                               | Ященко Юрій Петрович                  | Партія регіонів | з 11 березня 2010 року                         |
| Міністр України з питань надзвичайних ситуацій та у справах захисту населення від наслідків Чорнобильської катастрофи | Шуфрич Нестор Іванович                | Партія регіонів | з 11 березня 2010 року по 10 липня 2010 року   |
| Міністр України з питань надзвичайних ситуацій та у справах захисту населення від наслідків Чорнобильської катастрофи | Антонець Володимир Михайлович, т.в.о. | ?               | з 10 липня 2010 року по 21 липня 2010 року     |
| Міністр України з питань надзвичайних ситуацій та у справах захисту населення від наслідків Чорнобильської катастрофи | Болотських Михайло Васильович, т.в.о. | ?               | з 21 липня 2010 року по 12 листопада 2010 року |
| Міністр України з питань надзвичайних ситуацій та у справах захисту населення від наслідків Чорнобильської катастрофи | Балога Віктор Іванович                | Єдиний центр    | з 12 листопада 2010 року                       |
| Міністр надзвичайних ситуацій України                                                                                 | Балога Віктор Іванович                | Єдиний центр    | з 9 грудня 2010 року                           |

#### Керівники інших центральних органів виконавчої влади
| Посада | Очільник                                 | Партійність                      | Час перебування на посаді, підстава              |
| --- | ---------------------------------------- | -------------------------------- | ------------------------------------------------ |
| Голова Служби безпеки України                                                                               | Хорошковський Валерій Іванович           | ?                                | з 11 березня 2010 року                           |
| Голова Національного банку України                                                                          | Стельмах Володимир Семенович             | ?                                | з 16 грудня 2004 року                            |
| Голова правління Пенсійного фонду України                                                                   | Зайчук Борис Олександрович               | ?                                | з 24 березня 2010 року                           |
| Голова Головного контрольно-ревізійного управління України                                                  | Андрєєв Петро Петрович                   | ?                                | з 11 березня 2010 року                           |
| Голова Державного комітету України з питань регуляторної політики та підприємництва                         | Кужель Олександра Володимирівна          | ?                                | з 21 січня 2009 року до 17 березня 2010 року     |
| Голова Державного комітету України з питань регуляторної політики та підприємництва                         | Загородній Володимир Петрович, т.в.о.    | ?                                | з 17 березня по 24 березня 2010 року             |
| Голова Державного комітету України з питань регуляторної політики та підприємництва                         | Бродський Михайло Юрійович               | Партія вільних демократів        | з 24 березня 2010 року                           |
| Голова Державного казначейства України                                                                      | Харченко Сергій Іванович                 | ?                                | з 11 березня 2010 року                           |
| Голова Державного комітету архівів України                                                                  | Гінзбург Ольга Петрівна                  | ?                                | з 21 квітня 2008 року                            |
| Голова Вищої атестаційної комісії України                                                                   | Мачулін Володимир Федорович              | ?                                | з 1 серпня 2003 року                             |
| Голова Державної служби автомобільних доріг України                                                         | Гуржос Вадим Миколайович                 | ?                                | з 20 серпня 2008 року по 17 березня 2010 року    |
| Голова Державної служби автомобільних доріг України                                                         | Демішкан Володимир Федорович             | Партія регіонів                  | з 26 травня 2010 року                            |
| Голова Державного комітету рибного господарства України                                                     | Ткаченко Григорій Миколайович            | ?                                | з 1 березня по 17 березня 2010 року              |
| Голова Державного комітету рибного господарства України                                                     | Довбиш Олег Едуардович                   | ?                                | з 24 березня 2010 року                           |
| Голова Державного комітету лісового господарства України                                                    | Тимошенко Микола Михайлович              | КПУ                              | з 23 липня 2008 року до 22 березня 2010 року     |
| Голова Державного комітету лісового господарства України                                                    | Шершун Микола Харитонович                | Блок Литвина                     | з 22 березня 2010 року                           |
| Голова Державного комітету України по водному господарству                                                  | Сташук Василь Андрійович                 | ?                                | з 6 листопада 2003 року                          |
| Голова Державного комітету України із земельних ресурсів                                                    | Кулініч Олег Миколайович                 | ?                                | з 17 грудня 2008 року                            |
| Голова Державного комітету телебачення і радіомовлення України                                              | Наливайко Олег Ігорович                  | ?                                | з 9 вересня 2009 року по 17 березня 2010 року    |
| Голова Державного комітету телебачення і радіомовлення України                                              | Курдінович Олександр В'ячеславович, в.о. | ?                                | з 17 березня 2010 року                           |
| Голова Державного комітету України з державного матеріального резерву                                       | Альохін Володимир Ілліч                  | ?                                | з 23 грудня 2009 року до 17 березня 2010 року    |
| Голова Державного комітету України з державного матеріального резерву                                       | Злочевський Микола Владиславович         | Партія регіонів                  | з 24 березня 2010 року по 5 липня 2010 року      |
| Голова Державного комітету України з державного матеріального резерву                                       | Благодир Юрій Анатолійович               | ?                                | з 21 липня 2010 року                             |
| Голова Державного комітету України у справах національностей та релігій                                     | Решетніков Юрій Євгенович                | Християнсько-демократичний союз  | з 13 травня 2009 року по 15 грудня 2010 року     |
| Голова Державного комітету статистики України                                                               | Осауленко Олександр Григорович           | ?                                |                                                  |
| Генеральний директор Національного космічного агентства України                                             | Зінченко Олександр Олексійович           | Блок Ю.Тимошенко                 | з 11 лютого 2009 року до 13-17 березня 2010 року |
| Генеральний директор Національного космічного агентства України                                             | Алексєєв Юрій Сергійович                 | ?                                | з 13-17 березня 2010 року                        |
| Голова Державної судової адміністрації України                                                              | Балаклицький Іван Ілліч                  | ?                                | з 8 липня 2005 року                              |
| Голова Фонду державного майна України                                                                       |                                          | ?                                | до 17 березня 2010 року                          |
| Голова Фонду державного майна України                                                                       | Рябченко Олександр Володимирович, в.о.   | ?                                | з 17-18 березня 2010 року                        |
| Голова Управління державної охорони України                                                                 | Калінін Ігор Олександрович               | ?                                | з 20 квітня 2010 року                            |
| Голова Антимонопольного комітету України                                                                    | Мельниченко Олександр Іванович, в.о.     | ?                                | з 18 червня 2008 року                            |
| Голова Державної податкової адміністрації України                                                           | Буряк Сергій Васильович                  | Блок Ю.Тимошенко                 | з 24 грудня 2007 року до 17 березня 2010 року    |
| Голова Державної податкової адміністрації України                                                           | Шейбут Віктор Володимирович, в.о.        | ?                                | з 17 березня по 24 березня 2010 року             |
| Голова Державної податкової адміністрації України                                                           | Папаіка Олександр Олексійович            | ?                                | з 24 березня 2010 року                           |
| Голова Державного агентства України з інвестицій та інновацій                                               | Супрун Людмила Павлівна                  | НДП                              | з 14 жовтня 2009 року до 17 березня 2010 року    |
| Голова Державного агентства України з інвестицій та інновацій                                               | Таран Олександр Володимировича           | ?                                | з 17 березня 2010 року                           |
| Голова Державного комітету України у справах ветеранів                                                      | Плосконос Ігор Миколайович               | ?                                | з 14 лютого 2007 року                            |
| Начальник Головного управління державної служби України                                                     | Мотренко Тимофій Валентинович            | ?                                | з 1 жовтня 2003 року                             |
| Голова Державної митної служби України                                                                      | Макаренко Анатолій Вікторович            | ?                                | з 28 січня 2009 року до 22 березня 2010 року     |
| Голова Державної митної служби України                                                                      | Калєтнік Ігор Григорович                 | КПУ                              | з 22 березня 2010 року                           |
| Голова Державного комітету ядерного регулювання України                                                     | Миколайчук Олена Анатоліївна             | ?                                | з 26 лютого 2005 року                            |
| Голова Державної служби експортного контролю України                                                        | Демьохін Володимир Анатолійович          | ?                                | з 16 червня 2010 року                            |
| Голова Національного агентства екологічних інвестицій України                                               | Лупальцов Ігор Володимирович             | ?                                | з 30 січня 2008 року до 17 березня 2010 року     |
| Голова Національного агентства екологічних інвестицій України                                               | Орленко Сергій Леонідович                | ?                                | з 31 березня 2010 року                           |
| Голова Національної комісії регулювання електроенергетики України                                           | Кальченко Валерій Миколайович            | ?                                | з 29 грудня 2007 року до 17 березня 2010 року    |
| Голова Національної комісії регулювання електроенергетики України                                           | Тітенко Сергій Михайлович                | Партія регіонів                  | з 17 березня 2010 року                           |
| Голова Державної комісії з регулювання ринків фінансових послуг України                                     | Суслов Віктор Іванович                   | ?                                | з 5 березня 2009 року до 22 березня 2010 року    |
| Голова Державної комісії з регулювання ринків фінансових послуг України                                     | Волга Василь Олександрович               | «Союз Лівих Сил»                 | з 22 березня 2010 року                           |
| Голова Державної служби спеціального зв'язку та захисту інформації України                                  | Чеботаренко Юрій Борисович               | ?                                | до 24 березня 2010 року                          |
| Голова Державної служби спеціального зв'язку та захисту інформації України                                  | Нетудихата Леонід Іванович               | ?                                | з 24 березня 2010 року                           |
| Голова Державний комітет фінансового моніторингу України                                                    | Гуржій Сергій Григорович                 | ?                                | з 11 березня 2010 року                           |
| Голова Державної комісії з цінних паперів та фондового ринку                                                | Петрашко Сергій Ярославович              | ?                                | з 3 червня 2009 року до 17 березня 2010 року     |
| Голова Державної комісії з цінних паперів та фондового ринку                                                | Тевелєв Дмитро Михайлович                | ?                                | з 24 березня 2010 року                           |
| Голова Державного департаменту України з питань виконання покарань                                          | Галінський Олександр Іуліанович          | ?                                | з 19 серпня 2009 року до 17 березня 2010 року    |
| Голова Державного департаменту України з питань виконання покарань                                          | Лісіцков Олександр Володимирович         | ?                                | з 3 березня 2010 року                            |
| Голова Національної комісії з питань регулювання зв'язку України                                            | Колобов Сергій Олександрович             | ?                                | з 28 травня 2008 року до 31 березня 2010 року    |
| Голова Національної комісії з питань регулювання зв'язку України                                            | Олійник Володимир Филимонович            | ?                                | з 31 березня 2010 року                           |
| Голова Державної прикордонної служби України                                                                | Литвин Микола Михайлович                 | ?                                |                                                  |
| Голова Комітету з Державних премій України в галузі науки і техніки                                         | Патон Борис Євгенович                    | ?                                | з 19 квітня 2006 року                            |
| Голова Державного комітету України з питань технічного регулювання та споживчої політики                    | Лосюк Лариса Володимирівна               | ?                                | з 22 лютого 2008 року до 17 березня 2010 року    |
| Голова Державного комітету України з питань технічного регулювання та споживчої політики                    | Поволоцький Олег Володимирович           | ?                                | з 24 березня 2010 року                           |
| Голова Національного агентства України з питань забезпечення ефективного використання енергетичних ресурсів | Єрмілов Сергій Федорович                 | ?                                | з 15 квітня 2009 року                            |
| Голова Державного комітету України з промислової безпеки, охорони праці та гірничого нагляду                | Сторчак Сергій Олександрович             | ?                                | з 22 серпня 2006 року                            |
| Голова Державної геологічної служби                                                                         | Мормуль Дмитро Дмитрович                 | ?                                | з 30 січня 2008 року до 24 березня 2010 року     |
| Голова Державної геологічної служби                                                                         | Безух Анатолій Вікторович                | ?                                | з 24 березня 2010 року                           |
| Голова Державної екологічної інспекції України                                                              | Іванков Рінат Шамільєвич                 | ?                                | до 24 березня 2010 року                          |
| Голова Державної екологічної інспекції України                                                              | Жила Павло Броніславович                 | Партія регіонів                  | з 24 березня 2010 року                           |
| Голова Державного комітету України з питань науки, інновацій та інформатизації                              | Семиноженко Володимир Петрович           | Політична партія «Нова політика» | з 5 липня 2010 року                              |

##### Керівники інших центральних органів влади
| Посада                                                                            | Очільник                           | Партійність | Час перебування на посаді, підстава            |
| --------------------------------------------------------------------------------- | ---------------------------------- | ----------- | ---------------------------------------------- |
| Генеральний прокурор України                                                      | Медведько Олександр Іванович       | ?           | з 1 червня 2007 року                           |
| Голова Національної служби посередництва і примирення                             | Окіс Олександр Ярославович         | ?           | з 31 жовтня 2006 року                          |
| Голова Національної експертної комісії України з питань захисту суспільної моралі | Костицький Василь Васильович       | ?           | з 25 червня 2008 року                          |
| Голова Вищої ради юстиції                                                         | Ізовітова Лідія Павлівна           | ?           | з 28 березня 2007 року до 22 березня 2010 року |
| Голова Вищої ради юстиції                                                         | Колесниченко Володимир Миколайович | ?           | з 22 березня 2010 року                         |

## Ліквідовані органи
| Посада                                                                                   | Очільник                    | Партійність                  | Час перебування на посаді, підстава          |
| ---------------------------------------------------------------------------------------- | --------------------------- | ---------------------------- | -------------------------------------------- |
| Голова Державного комітету інформатизації України                                        | Рубан Ігор Анатолійович     | ?                            | з 2 квітня 2008 року до 17 березня 2010 року |
| Голова Державного комітету інформатизації України                                        | Мєзєнцева Наталія Борисівна | Соціалістична партія України | з 7 червня 2010 року                         |
| Голова Державного комітету України з питань науково-технічного та інноваційного розвитку | Гриньов Борис Вікторович    | ?                            | з 14 квітня 2010 року                        |

## Урядові комітети
1 листопада 2010 число урядових комітетів було скорочено до чотирьох:
1. Урядовий комітет з питань розвитку галузей економіки та науково-інноваційної політики;
  1. Перший віце-прем'єр-міністр України — голова Урядового комітету
  2. Міністр палива та енергетики
  3. Міністр транспорту та зв'язку
  4. Міністр промислової політики
  5. Міністр вугільної промисловості
  6. Міністр з питань надзвичайних ситуацій та у справах захисту населення від наслідків Чорнобильської катастрофи
  7. Міністр аграрної політики
  8. Міністр охорони навколишнього природного середовища
  9. Заступник Міністра Кабінету Міністрів України (відповідно до розподілу функціональних повноважень)
  10. Перший заступник Міністра економіки
  11. Перший заступник Міністра фінансів
  12. Перший заступник Міністра юстиції
  13. Голова Держкомінформнауки
  14. Голова Держкомзему
  15. Заступник Міністра праці та соціальної політики (відповідно до розподілу функціональних повноважень)
2. Урядовий комітет з питань економічної політики;
  1. Віце-прем'єр-міністр України — голова Урядового комітету (відповідно до розподілу функціональних повноважень)
  2. Міністр економіки
  3. Міністр фінансів
  4. Міністр праці та соціальної політики
  5. Міністр закордонних справ
  6. Перший заступник Міністра Кабінету Міністрів України
  7. Голова Антимонопольного комітету
  8. Голова Державної комісії з цінних паперів та фондового ринку
  9. Голова Фонду державного майна
  10. Голова Держкомпідприємництва
  11. Голова Держкомстату
  12. Заступник Міністра юстиції (відповідно до розподілу функціональних повноважень)
3. Урядовий комітет з питань національної безпеки, правової, молодіжної політики, екології та підготовки до проведення в Україні фінальної частини чемпіонату Європи 2012 року з футболу;
  1. Віце-прем'єр-міністр України — голова Урядового комітету (відповідно до розподілу функціональних повноважень)
  2. Міністр Кабінету Міністрів України
  3. Міністр регіонального розвитку та будівництва
  4. Міністр з питань житлово-комунального господарства
  5. Міністр транспорту та зв'язку
  6. Міністр у справах сім'ї, молоді та спорту
  7. Міністр економіки
  8. Міністр фінансів
  9. Міністр юстиції
  10. Міністр оборони
  11. Міністр внутрішніх справ
  12. Міністр закордонних справ
  13. Міністр з питань надзвичайних ситуацій та у справах захисту населення від наслідків Чорнобильської катастрофи
  14. Міністр культури і туризму
  15. Міністр охорони навколишнього природного середовища
  16. Заступник Міністра Кабінету Міністрів України — Урядовий уповноважений з питань антикорупційної політики
  17. Голова СБУ
  18. Голова Держприкордонслужби
  19. Голова Держкомтелерадіо
  20. Голова Національного агентства з питань підготовки та проведення в Україні фінальної частини чемпіонату Європи 2012 року з футболу
4. Урядовий комітет з питань регіональної та соціальної політики, будівництва, житлово-комунального господарства і гуманітарного розвитку.
  1. Віце-прем'єр-міністр України — голова Урядового комітету (відповідно до розподілу функціональних повноважень)
  2. Міністр регіонального розвитку та будівництва
  3. Міністр з питань житлово-комунального господарства
  4. Міністр праці та соціальної політики
  5. Міністр охорони здоров'я
  6. Міністр освіти і науки
  7. Заступник Міністра Кабінету Міністрів України (відповідно до розподілу функціональних повноважень)
  8. Перший заступник Міністра палива та енергетики
  9. Перший заступник Міністра транспорту та зв'язку
  10. Перший заступник Міністра охорони навколишнього природного середовища
  11. Перший заступник Міністра з питань надзвичайних ситуацій та у справах захисту населення від наслідків Чорнобильської катастрофи
  12. Заступник Міністра економіки (відповідно до розподілу функціональних повноважень)
  13. Заступник Міністра фінансів (відповідно до розподілу функціональних повноважень)
  14. Заступник Міністра юстиції (відповідно до розподілу функціональних повноважень)

28 липня 2010 число урядових комітетів було скорочено до семи:
1. Урядовий комітет з питань розвитку галузей економіки та науково-інноваційної політики;
2. Урядовий комітет з питань економічної політики;
3. Урядовий комітет з питань правової політики, національної безпеки, оборони, правоохоронної діяльності та роботи підприємств військово-промислового комплексу;
4. Урядовий комітет з питань регіональної та соціальної політики, будівництва, житлово-комунального господарства і гуманітарного розвитку;
5. Урядовий комітет з питань аграрної політики та земельних відносин;
6. Урядовий комітет з питань екології, молодіжної політики, культури, спорту і туризму;
7. Урядовий комітет з питань підготовки до проведення в Україні фінальної частини чемпіонату Європи 2012 року з футболу.

17 березня 2010 року Кабінет Міністрів на своєму засіданні затвердив дев'ять урядових комітетів і їхній посадовий склад:
| Урядовий комітет | Голова                              | Інші члени |
| --- | ----------------------------------- | --- |
| з питань реформ | Прем'єр-міністр України             | Віце-прем'єр-міністр України (заступник голови комітету), Міністри фінансів, економіки, юстиції, праці та соціальної політики, закордонних справ, Кабінету Міністрів України, І заступники Міністрів промислової політики, аграрної політики, Кабінету Міністрів України |
| з питань розвитку галузей економіки                                                                                      | Перший віце-прем'єр-міністр України | Міністри палива та енергетики, транспорту та зв'язку, промислової політики, вугільної промисловості, з питань надзвичайних ситуацій та у справах захисту населення від наслідків Чорнобильської катастрофи, І заступники Міністрів економіки, фінансів, юстиції, заступник Міністра Кабінету Міністрів України (відповідно до розподілу функціональних повноважень)                                                                                          |
| з питань економічної політики                                                                                            | Віце-прем'єр-міністр України        | Міністри економіки, фінансів, праці та соціальної політики, Голова Антимонопольного комітету, Голова Державної комісії з цінних паперів та фондового ринку, Голова Фонду державного майна, Голова Держкомпідприємництва, Голова Держкомстату, І заступник Міністра Кабінету Міністрів України, заступник Міністра юстиції (відповідно до розподілу функціональних повноважень)                                                                               |
| з питань національної безпеки, оборони, правоохоронної діяльності та роботи підприємств військово-промислового комплексу | Віце-прем'єр-міністр України        | Міністри оборони, внутрішніх справ, юстиції, заступники Міністрів промислової політики, з питань надзвичайних ситуацій та у справах захисту населення від наслідків Чорнобильської катастрофи (обидва — відповідно до розподілу функціональних повноважень), Голова СБУ, Голова Держприкордонслужби, заступники Міністрів економіки, фінансів, Кабінету Міністрів України (всі — відповідно до розподілу функціональних повноважень)                         |
| з питань регіональної політики, будівництва та житлово-комунального господарства                                         | Віце-прем'єр-міністр України        | Міністри регіонального розвитку та будівництва, з питань житлово-комунального господарства, І заступники Міністрів палива та енергетики, транспорту та зв'язку, охорони навколишнього природного середовища, з питань надзвичайних ситуацій та у справах захисту населення від наслідків Чорнобильської катастрофи, заступники Міністрів економіки, фінансів, юстиції, Кабінету Міністрів України (всі — відповідно до розподілу функціональних повноважень) |
| з питань аграрної політики                                                                                               | Віце-прем'єр-міністр України        | Міністри аграрної політики, охорони навколишнього природного середовища, І заступник Міністра охорони здоров'я — головний державний санітарний лікар України, заступники Міністрів промислової політики, економіки, фінансів, юстиції, Кабінету Міністрів України (всі — відповідно до розподілу функціональних повноважень) |
| з питань гуманітарного, соціального та науково-інноваційного розвитку                                                    | Віце-прем'єр-міністр України        | Міністри освіти і науки, культури і туризму, охорони здоров'я, праці та соціальної політики, заступники Міністрів економіки, фінансів, юстиції, Кабінету Міністрів України (всі — відповідно до розподілу функціональних повноважень) |
| з питань екології, молодіжної політики, спорту і туризму                                                                 | Віце-прем'єр-міністр України        | Міністри у справах сім'ї, молоді та спорту, охорони навколишнього природного середовища, культури і туризму, Голова Антимонопольного комітету, Голова Фонду державного майна, Голова Держкомтелерадіо, заступники Міністрів промислової політики, економіки, фінансів, юстиції, Кабінету Міністрів України (всі — відповідно до розподілу функціональних повноважень)                                                                                        |
| з питань підготовки до проведення в Україні фінальної частини чемпіонату Європи 2012 року з футболу                      | Віце-прем'єр-міністр України        | Міністри регіонального розвитку та будівництва, з питань житлово-комунального господарства, транспорту та зв'язку, у справах сім'ї, молоді та спорту, Кабінету Міністрів України, економіки, фінансів, юстиції, внутрішніх справ, закордонних справ, з питань надзвичайних ситуацій та у справах захисту населення від наслідків Чорнобильської катастрофи, культури і туризму, Голова Держкомтелерадіо                                                      |

12 березня 2010 року на робочій нараді М. Я. Азарова з Віце-Прем'єр-Міністрами та керівниками міністерств економічного і соціального блоків було визначено перелік урядових комітетів і сфери їхньої компетенції та розподілено обов'язки, зокрема, урядовий комітет з системних структурних реформ очолить сам Микола Азарова, утворено новий урядовий комітет — з питань підготовки та проведення Євро-2012, який очолить Б. В. Колесніков.

## Урядова програма
Микола Азаров 11 березня 2010 року заявив, що:
|  | В основу роботи Уряду будуть покладені цілі, визначені програмою Президента України Віктора Януковича «Україна для людей» |

12 березня 2010 року Президент України В. Ф. Янукович дав доручення урядові підготувати програму діяльності Кабінету Міністрів України, враховуючи його передвиборчу програму:
|  | …прошу прем'єра і склад уряду вивчити мою програму, із якою я йшов на вибори, і максимально врахувати її при підготовці урядової програми. |

Програмні положення діяльності уряду М. Азарова закріплені в Законі України «Про Державну програму економічного і соціального розвитку України на 2010 рік» від 20 травня 2010 року № 2278-VI

## Звільнення та призначення
2 липня 2010 Верховна Рада звільнила Володимира Семиноженка з посади віце-прем'єра з гуманітарних питань, за відповідну постанову проголосували 378 депутатів. Того ж дня був відправлений у відставку міністр довкілля Віктор Бойко, призначений за квотою Блока Литвина. Його звинуватили у неуважності до депутатів, побудові сауни на робочому місці, і хабарництво заступника міністра Богдана Преснера.
10 липня 2010 за поданням прем'єра Азарова Верховна Рада 256 голосами звільнила Нестора Шуфрича з посади голови МНС у зв'язку з переходом до РНБО. У Шуфрича був конфлікт з головою адміністрації президента Льовочкіним. Посада заступника секретаря РНБО вважається почесним засланням для колишніх чиновників. Міністерську позицію планували для лідера партії Єдиний центр Віктора Балоги, але необхідних голосів у коаліції не знайшлося.
Після визнання Конституційним судом чинності Конституції 1996 року, виникла невідповідність зі складом уряду Азарова: до уряду мають входити три віце-прем'єри та один перший віце-прем'єр, тоді як було призначено п'ять віце-прем'єрів та один перший віце-прем'єр. 13 жовтня 2010 президент Віктор Янукович звільнив віце-прем'єрів Володимира Сівковича і Віктора Слауту.
11 листопада 2010 президент Віктор Янукович призначив Віктора Балогу міністром з питань надзвичайних ситуацій.

### Реформування уряду у грудні 2010
9 грудня 2010 року президент Віктор Янукович, спираючись на свої повноваження, здійснив значну перебудову уряду, звільнивши 15 міністрів і перепризначивши 10 з них; кожен з віце-прем'єрів очолив міністерство, а склад кабінету Азарова скоротився до 16 членів. Своїми указами Янукович поклав обов'язки, призначивши:
- Андрія Клюєва — першим віце-прем'єр-міністром — міністром економічного розвитку і торгівлі.
- Бориса Колеснікова — віце-прем'єр-міністром — міністром інфраструктури.
- Сергія Тігіпка — віце-прем'єр-міністром — міністром соціальної політики.
- Віктора Тихонова — віце-прем'єр-міністром — міністром регіонального розвитку, будівництва та житлово-комунального господарства.
- Віктора Балогу — міністром надзвичайних ситуацій.
- Юрія Бойка — міністром енергетики та вугільної промисловості.
- Миколу Злочевського — міністром екології та природних ресурсів.
- Михайла Кулиняка — міністром культури.
- Миколу Присяжнюка — міністром аграрної політики та продовольства.
- Дмитра Табачника — міністром освіти і науки, молоді та спорту.

Ці перестановки не торкнулися міністрів: закордонних справ, внутрішніх справ, оборони, юстиції, охорони здоров'я.

### Уряд під контролем Януковича
21 грудня 2010 року президент Віктор Янукович призначив Іллю Ємця міністром охорони здоров'я, звільнивши з цієї посади Зіновія Митника.
17 травня 2011 президент звільнив міністра охорони здоров'я Іллю Ємця. Він назвав Ємця хорошим фахівцем, який не зміг налагодити роботу міністерства. 24 травня 2011 президент призначив міністром охорони здоров'я Олександра Аніщенка
1 червня 2011 Янукович звільнив Віктора Тихонова з посади віце-прем'єр-міністра — міністра регіонального розвитку, будівництва та ЖКГ України, а Юрія Хіврича — з посади його першого заступника.
7 листопада 2011 Янукович звільнив з посади глави МВС Анатолія Могильова і направив його на посаду прем'єр-міністра Автономної Республіки Крим. Того ж дня Віктор Янукович призначив Віталія Захарченка міністром внутрішніх справ, звільнивши Захарченка з поста глави Державної податкової служби.
18 січня 2012 Віктор Янукович звільнив з посади керівника Мінфіну Федора Ярошенка, та призначив на цю посаду Валерія Хорошковського, того ж дня звільнеого з посади голови Служби безпеки України.
8 лютого 2012 Віктор Янукович звільнив Михайла Єжеля з посади міністра оборони. Джерело УП в адміністрації президента повідомило, що Єжель написав заяву за власним бажанням: «Його змусили, за невиконання плану реформування армії». Іншим указом того ж дня президент призначив главою оборонного відомства Дмитра Саламатіна.
14 лютого 2012 Віктор Янукович здійснив чергові кадрові перестановки. Другу людину в уряді, першого віце-прем'єра Андрія Клюєва призначено секретарем Ради національної безпеки і оборони (що було розцінено спостерігачами як почесна відставка). Того ж дня колишнього секретаря РНБО Раїсу Богатирьову призначено віце-прем'єр-міністром і міністром охорони здоров'я.
22 лютого 2012 Янукович призначив Валерія Хорошковського першим віце-прем'єр-міністром, звільнивши його паралельним указом з посади міністра фінансів.
28 лютого 2012 Віктор Янукович призначив Юрія Колобова міністром фінансів.
23 березня 2012 президент Віктор Янукович призначив Петра Порошенка міністром економічного розвитку і торгівлі України.
20 квітня 2012 Віктор Янукович звільнив міністра екології та природних ресурсів Миколу Злочевського та призначив на цю посаду Едуарда Ставицького. До цього Ставицький очолював Державну службу геології та надр України. Ставицький був керівником національної компанії «Надра України», яка в останні місяці прем'єрства Януковича у 2007 році відчужила з державної власності на користь донецької фірми Межигір'я, яке незабаром стала резиденцію Януковича.

## Внутрішня політика України. Виконання програми Президента

### Визнання нагальної необхідності реформування різних сфер життєдіяльності України
27 січня 2011 року Президент України заявив про започаткування ще 21 реформи у різних сферах життєдіяльності України. Він заявив це у Давосі під час зустрічі з президентом Європейського банку реконструкції та розвитку Томасом Міроу, яка відбулася у рамках участі Януковича у Всесвітньому економічному форумі. «Ми сьогодні продовжуємо нарощувати темпи модернізації економіки і різних напрямків життя нашої країни. У цілому (реформи) будуть розпочаті, започатковані у 21 напрямку різних видів життєдіяльності країни», — заявив глава держави. (Раніше президент Янукович заявляв про необхідність розпочати реформи в енергетичному секторі, житлово-комунальній сфері, у сфері розвитку внутрішнього ринку.)

### Прийняття першого в історії України податкового кодексу. Дерегуляція економіки
8 липня 2010 року Президент України підписав новий Бюджетний кодекс України. Прем'єр-міністр України Микола Азаров заявив, що новий Бюджетний кодекс передбачає скорочення місцевих податків утричі.
19 жовтня 2010 року Президент України підписав Закон України «Про внесення змін до деяких законодавчих актів України щодо обмеження державного регулювання господарської діяльності».
21 жовтня 2010 року Президент України підписав Закон України «Про підготовку та реалізацію інвестиційних проєктів за принципом „єдиного вікна“».
3 грудня 2010 року Президент України підписав Податковий кодекс України, що був прийнятий Верховною Радою України 2 грудня з урахуванням пропозицій Президента.

#### Критика податкового кодексу
Податковий кодекс викликав обурення представників малого та середнього бізнесу та масштабні протести по всій Україні. Дія Податкового кодексу викликала значне скорочення кількості фізичних осіб-підприємців.

### Реформування системи пенсійного забезпечення
8 липня 2011 року Верховна Рада України прийняла Закон «Про заходи щодо законодавчого забезпечення реформування пенсійної системи». Станом на 26 липня 2011 року зазначений документ до Адміністрації Президента України не надходив, Президентом України він ще не підписаний. З 1 жовтня 2011 року цей закон набрав чинності.

### Земельна реформа
7 липня 2011 року Верховною Радою України був ухвалений закон «Про державний земельний кадастр». Закон набирає чинності з 1 січня 2012 року, крім низки пунктів.

### Конституційна Асамблея. Зміни Конституції
21 лютого 2011 року Президент України підписав указ про підтримку ініціативи президента України у 1991—1994 роках Леоніда Кравчука щодо створення Конституційної Асамблеї задля підготовки змін до Конституції України. З метою підтримки ініціативи першого президента, Янукович створив Науково-експертну групу з підготовки Конституційної Асамблеї. Група, відповідно до указу, має взяти до відома запропоновану Кравчуком концепцію реформування Конституції України.
23 червня 2011 року Леонід Кравчук спрогнозував, що Конституційна Асамблея буде створена до кінця 2011 року. Також він заявив, що науково-експертна група, яку він очолює, подала Президенту України концепцію по створенню Конституційної Асамблеї.

### Новий Кримінально-процесуальний кодекс України
Міністерство юстиції оприлюднило для ознайомлення проєкт нового Кримінально-процесуального кодексу. Ключовими новелами проєкту встановлюється процесуальна рівність та змагальність сторін; підвищуються права підозрюваних; розширюються права потерпілого; оновлюється процедура досудового розслідування; удосконалюється процедура судового контролю, забороняється повернення справ на додаткове розслідування, удосконалюється процедура оскарження судових рішень.
Проєкт кодексу розроблявся на основі напрацювань попередніх років, які частково були покладені в основу раніше розроблених проєктів кодексу. У ньому також враховані пропозиції державних органів, які здійснюють правозастосовну діяльність у сфері кримінальної юстиції, та провідних вищих навчальних закладів України.
На розгляд Верховної Ради проєкт планується винести вже цього року. Текст кодексу розміщено на сайті Мін'юсту. Президент України Віктор Янукович наполягає на розгляді та ухваленні Верховної Ради нового проєкту Кримінально-процесуального кодексу ще 2011 року.

### Закони про протидію корупції
7 червня 2011 року Президент України підписав Закон України «Про засади запобігання і протидії корупції». Також 7 червня 2011 року Президент України підписав Закон України «Про внесення змін до деяких законодавчих актів України щодо відповідальності за корупційні правопорушення», який набирає чинності одночасно із набранням чинності Законом України «Про засади запобігання та протидії корупції» — 1 липня 2011 року. 2 червня 2011 року Президент України підписав Закон України «Про внесення змін до деяких законів України щодо вдосконалення організаційно-правових основ боротьби із злочинністю та корупцією», який чинний з 5 червня 2011 року.

### Закон про захист персональних даних
1 червня 2010 року Президент України підписав Закон України «Про захист персональних даних». Одначе, Українська Гельсінська спілка з прав людини вважає, що цей закон «є вагомим кроком для побудови тоталітаризму».

### Закон про доступ до публічної інформації
13 січня 2011 року Верховна Рада України ухвалила Закон «Про доступ до публічної інформації», який, за задумом розробників, повинен стати ефективним інструментом боротьби з корупцією та контролю влади. Представник ОБСЄ з питань свободи ЗМІ Дуня Міятович привітала прийняття українським парламентом закону про доступ до інформації, назвавши це «значним кроком на шляху до прозорості уряду».

### Реформування системи охорони здоров'я
Розроблені Міністерством охорони здоров'я законопроєкти «Про внесення змін до Основ законодавства України про охорону здоров'я щодо удосконалення надання медичної допомоги» (реєстраційний номер № 8602) та «Про порядок проведення реформування системи охорони здоров'я у Вінницькій, Дніпропетровській, Донецькій областях та м. Києві» (реєстраційний номер № 8603), прийняті Верховною Радою України, направлено на підпис Президенту України. Законопроєкт «Про порядок проведення реформування системи охорони здоров'я у Вінницькій, Дніпропетровській, Донецькій областях та м. Києві» має на меті визначити законодавче підґрунтя для відпрацювання в пілотних регіонах моделі та механізмів реформування системи охорони здоров'я для подальшого впровадження їх на загальнодержавному рівні..
Міністерством охорони здоров'я розроблено проєкт Концепції управління якістю медичної допомоги у галузі охорони здоров'я в Україні на період до 2020 року, яку розміщено на сайті для громадського обговорення.

### Нововведення у сфері освіти
Були прийняті до розгляду, винесені на громадське обговорення, Проєкт Закону України «Про вищу освіту» (нова редакція), Проєкт «Концепція нової редакції Державного стандарту базової і повної загальної середньої освіти» та деякі інші ключові документи.
Створений Український центр оцінювання якості освіти, незалежна структура, на яку не мають впливу заангажовані сторони — школи та університети. Центр проводить незалежне тестування, результати якого є підставою для вступу у ВНЗ. Змінено систему подачі документів до ВНЗ, що спростило для абітурієнтів процедуру вступу — тепер випускники можуть подавати документи до кількох ВНЗ. У найближчому майбутньому планується критичний перегляд мережі університетів — затвердження стандартів вищої освіти та позбавлення ліцензій університетів, які цим стандартам не відповідають. Процедуру ліцензування будуть спрощувати і робити прозорою, а критерії значно підвищуватимуть.
Виступаючи восени 2011 року на Всеукраїнському з'їзді працівників освіти, Азаров зробив заяву наступного змісту:
|  | «Ми ставимо завдання, щоб сільські школи мали теплі туалети. Щоб діти наші не бігали надвір у мороз і не застуджувались. Через два роки, якщо такі школи ще залишаться, то в Міністерстві освіти будуть зроблені висновки.» |

Колектив газети «Експрес» провів журналістське розслідування цієї обіцянки Прем'єр-міністра України. Виявилось, що це були лише голослівні заяви, не підкріплені відповідним матеріальним забезпеченням. Адже на виконання цього завдання в Міносвіти грошей не передбачили, тому в значній частині шкіл діти, станом на лютий 2013 року, через півтора року після заяви, надалі вимушені бігати до туалету в пристосовані холодні приміщення на вулицю. А, для прикладу, одне з них, у селі Великий Олексин, знаходиться на відстані 150 метрів від школи. Учні та батьки школярів прислали в редакцію велику кількість фото-звинувачень, через брак газетної площі лише частину з яких було надруковано. В той же час, за твердженням газети, в Верховній Раді України для голови бюджетного комітету ВР Євгена Геллера в його робочому кабінеті споруджують персональний туалет.

### Закони у сфері культури
Президент України В.Янукович підписав Закон України від 18 лютого 2010 року «Про внесення змін до Закону України „Про кінематографію“ та інших законів України щодо підтримки виробництва національних фільмів».
20 травня 2010 року Президент України підписав Закон України «Про посилення захисту майна редакцій засобів масової інформації, видавництв, книгарень, підприємств книгорозповсюдження, творчих спілок».
9 вересня 2010 року Президент України підписав Закон України «Про внесення змін до деяких законодавчих актів України щодо охорони культурної спадщини».
14 грудня 2010 року Президент України підписав новий Закон України «Про культуру».

### Реформування сфери комунального господарства
9 липня 2010 року Президент України підписав Закон України «Про Національну комісію регулювання ринку комунальних послуг України».
Президент України доручив Кабінету Міністрів до 1 серпня 2011 року підготувати та затвердити єдину методику розрахунку формування тарифів на житлово-комунальні послуги. Це рішення В.Янукович прийняв після обговорення на засіданні комітету з економічних реформ проблем житлово-комунального господарства України.

### Житлова реформа
До прийняття у Верховній Раді готується новий Житловий кодекс. У експертному середовищі існує думка, що новий Житловий кодекс — недосконалий документ, який дає простір для масштабного порушення прав мешканців багатоквартирних будинків.

## Цікаві факти

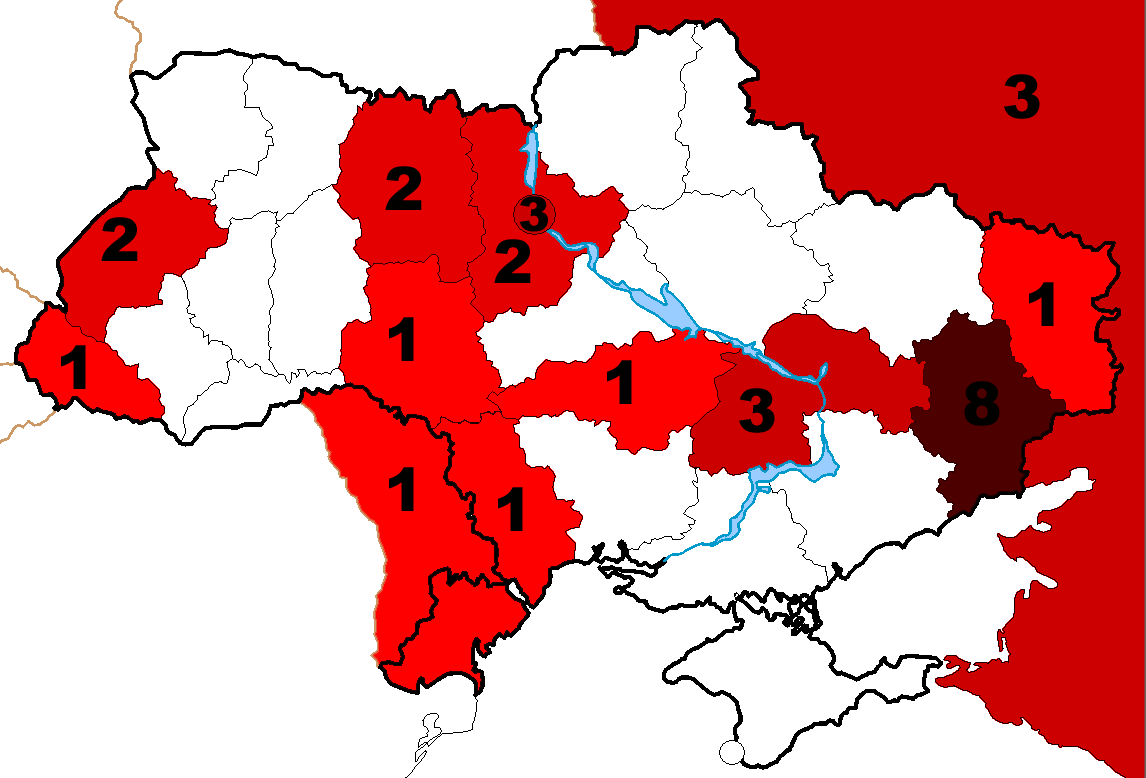
Розподіл членів уряду за місцем народження

- На час затвердження чисельність уряду Миколи Азарова (29 осіб) найбільша в Європі[224]. Для порівняння, у пересічному уряді Європейського Союзу працює 16-18 міністрів, включно з прем'єром і його заступниками, зокрема, таку кількість портфелів налічують кабінети Німеччини, Португалії та Іспанії. Дещо більше крісел в урядах Франції (20) та Швеції (22). Рекордсменом в ЄС є Італія — 24 міністри. Порівняти з українським за кількістю портфелів можна лише білоруський уряд — Раду міністрів, у якій працюють 30 урядовців, але колегіальні рішення, як правило, ухвалюються її президією (до якої входять лише десять осіб).
- В складі уряду, затвердженому 11 березня 2010 року, немає жодної жінки[225][226][227].
- 8 із 29 членів уряду Миколи Азарова народилися в Донецьку або Донецькій області[228].
- Прем'єр міністр Азаров встановив рекорд прем'єрства в Україні, він перебував на цій посаді неперервно протягом 998 днів. На другому місці — Валерій Пустовойтенко з 888 днями[229]

## Виноски
1. 1 2  Верховна Рада України прийняла Постанову «Про формування складу Кабінету Міністрів України»
2. ↑  Литвин оголосив про створення коаліції [Архівовано 14 березня 2010 у Wayback Machine.] // УНІАН
3. ↑  Указ Президента України № 673/2012 від 3 грудня 2012 року «Про відставку Прем'єр-міністра України та кабінету міністрів України». Архів оригіналу за 6 грудня 2012. Процитовано 21 березня 2018.
4. ↑  s:Конституція України
5. ↑  Рішення КСУ. Справа N 1-33/2010
6. ↑  Верховна Рада України прийняла Постанову «Про призначення Азарова М. Я. Прем'єр-міністром України». Архів оригіналу за 14 березня 2010. Процитовано 11 березня 2010.
7. 1 2  Постанова Верховної Ради України «Про призначення Азарова М. Я. Прем'єр-міністром України» № 1963-VI від 11 березня 2010 року на офіційному сайті Верховної Ради України
8. ↑  Постанова Верховної Ради України «Про звільнення Тимошенко Ю. В. з посади Прем'єр-міністра України» № 1963-VI від 11 березня 2010 року на офіційному сайті Верховної Ради України
9. 1 2  Поіменне голосування про проект Постанови про призначення Азарова М. Я. Прем'єр-міністром України (№ 6176) — за основу та в цілому. Архів оригіналу за 15 березня 2010. Процитовано 11 березня 2010.
10. 1 2 3  Всім складом фракції
11. ↑  Каплієнко Володимир Володимирович, Омельченко Григорій Омелянович, Полунєєв Юрій Володимирович, Савченко Ігор Васильович, Барвіненко Віталій Дмитрович, Веревський Андрій Михайлович, Задирко Геннадій Олександрович, Черпіцький Олег Зенович
12. ↑  Бут Юрій Анатолійович, Довгий Станіслав Олексійович, Жванія Давид Важайович, Плющ Іван Степанович, Поляченко Володимир Аврумович, Шемчук Віктор Вікторович, Василенко Сергій Володимирович, Клименко Олександр Іванович, Омельченко Олександр Олександрович, Палиця Ігор Петрович, Слободян Олександр В'ячеславович
13. ↑  Богословська Інна Германівна, Кисельов Василь Олексійович, Рибаков Ігор Олександрович, Чорновіл Тарас В'ячеславович
14. ↑  Постанова Верховної Ради України «Про припинення повноважень членів Кабінету Міністрів України» № 1965-VI від 11 березня 2010 року на офіційному сайті Верховної Ради України
15. ↑  Постанова Верховної Ради України «Про звільнення Наливайченка В. О. з посади Голови Служби безпеки України» № 1966-VI від 11 березня 2010 року на офіційному сайті Верховної Ради України
16. 1 2  Постанова Верховної Ради України «Про призначення Хорошковського В. І. на посаду Голови Служби безпеки України» № 1967-VI від 11 березня 2010 року на офіційному сайті Верховної Ради України
17. 1 2 3 4 5 6 7 8 9 10 11 12 13 14 15 16 17 18 19 20 21 22 23 24 25 26 27 28 29 30  Постанова Верховної Ради України «Про формування складу Кабінету Міністрів України» № 1968-VI від 11 березня 2010 року на офіційному сайті Верховної Ради України
18. 1 2  Постанова Верховної Ради України «Про призначення Грищенка К. І. Міністром закордонних справ України» № 1969-VI від 11 березня 2010 року на офіційному сайті Верховної Ради України
19. 1 2  Постанова Верховної Ради України «Про призначення Єжеля М. Б. Міністром оборони України» № 1970-VI від 11 березня 2010 року на офіційному сайті Верховної Ради України
20. ↑  Проект Постанови про призначення Хорошковського В. І. на посаду Голови Служби безпеки України — Результати голосування
21. 1 2  Проект Постанови про формування складу Кабінету Міністрів України — Результати голосування
22. 1 2 3 4 5 6  Верховна Рада затвердила склад Кабміну [Архівовано 5 березня 2016 у Wayback Machine.] (рос.)
23. 1 2  Указ Президента України №637/2011. Президент України. 2011. Архів оригіналу за 9 липня 2014. Процитовано 15 лютого 2023.
24. ↑  Розпорядження Кабінету Міністрів України «Про визначення питань, що належать до компетенції Першого віце-прем'єр-міністра України, віце-прем'єр-міністрів та Міністра Кабінету Міністрів України» № 456-р від 17 березня 2010 року на офіційному сайті Верховної Ради України
25. ↑  Постанова Верховної Ради України «Про звільнення Бойка В. О. з посади Міністра охорони навколишнього природного середовища України» від 2 липня 2010 року № 2417-VI
26. ↑  Постанова Верховної Ради України «Про призначення Злочевського М. В. Міністром охорони навколишнього природного середовища України» від 2 липня 2010 року № 2418-VI
27. ↑  Указ Президента України № 70/2012 від 8 лютого 2012 року «Про звільнення М.Єжеля з посади Міністра оборони України». Архів оригіналу за 10 лютого 2012. Процитовано 8 лютого 2012.
28. ↑  Указ Президента України № 72/2012 від 8 лютого 2012 року «Про призначення Д.Саламатіна Міністром оборони України». Архів оригіналу за 17 жовтня 2014. Процитовано 8 лютого 2012.
29. ↑  Указ Президента України № 1149/2010 від 21 грудня 2010 року «Про звільнення З.Митника з посади Міністра охорони здоров'я України». Архів оригіналу за 24 грудня 2010. Процитовано 21 грудня 2010.
30. 1 2  Указ Президента України № 1153/2010 від 21 грудня 2010 року «Про призначення І.Ємця Міністром охорони здоров'я України». Архів оригіналу за 24 грудня 2010. Процитовано 21 грудня 2010.
31. ↑  Указ Президента України № 596/2011 від 24.05.11. Архів оригіналу за 31 травня 2011. Процитовано 10 квітня 2012.
32. ↑  Указ Президента України № 86/2012 від 14.02.12. Архів оригіналу за 10 грудня 2012. Процитовано 10 квітня 2012.
33. ↑  Указ Президента України № 89/2012 від 14 лютого 2012 року «Про призначення Р.Богатирьової Віце-прем'єр-міністром України — Міністром охорони здоров'я України». Архів оригіналу за 16 лютого 2012. Процитовано 10 квітня 2012.
34. ↑  Постанова Верховної Ради України «Про звільнення Попова О. П. з посади Міністра з питань житлово-комунального господарства України» від 17 червня 2010 року № 2345-VI
35. ↑  Постанова Верховної Ради України «Про призначення Хіврича Ю. Є. Міністром з питань житлово-комунального господарства України» від 17 червня 2010 року № 2346-VI
36. ↑  Цушко вийшов із СПУ [Архівовано 7 вересня 2009 у Wayback Machine.] // Кореспондент.net (рос.)
37. ↑  Цушко Василь Петрович [Архівовано 14 березня 2010 у Wayback Machine.] у базі Лента.ru (рос.)
38. ↑  Про звільнення В. Цушка з посади Міністра економіки України. Офіційний вебпортал парламенту України (укр.). Процитовано 18 червня 2022.
39. ↑  Про призначення А. Клюєва Першим віце-прем'єр-міністром України - Міністром економічного розвитку і торгівлі України. Офіційний вебпортал парламенту України (укр.). Процитовано 18 червня 2022.
40. ↑  Про звільнення А. Клюєва з посади Першого віце-прем'єр-міністра України - Міністра економічного розвитку і торгівлі України. Офіційний вебпортал парламенту України (укр.). Процитовано 18 червня 2022.
41. ↑  Про призначення П. Порошенка Міністром економічного розвитку і торгівлі України. Офіційний вебпортал парламенту України (укр.). Процитовано 18 червня 2022.
42. ↑  Про звільнення П. Порошенка з посади Міністра економічного розвитку і торгівлі України. Офіційний вебпортал парламенту України (укр.). Процитовано 18 червня 2022.
43. ↑  Постанова Верховної Ради України «Про звільнення Шуфрича Н. І. з посади Міністра України з питань надзвичайних ситуацій та у справах захисту населення від наслідків Чорнобильської катастрофи» від 10 липня 2010 року № 2483-VI
44. ↑  Розпорядження Кабінету Міністрів України «Про тимчасове покладення виконання обов'язків Міністра України з питань надзвичайних ситуацій та у справах захисту населення від наслідків Чорнобильської катастрофи на Антонця В. М.» від 10 липня 2010 року № 1380-р
45. ↑  Розпорядження Кабінету Міністрів України «Про тимчасове покладення виконання обов'язків Міністра України з питань надзвичайних ситуацій та у справах захисту населення від наслідків Чорнобильської катастрофи на Болотських М. В.» від 21 липня 2010 року № 1485-р
46. ↑  Указ Президента України «Про призначення В.Балоги Міністром України з питань надзвичайних ситуацій та у справах захисту населення від наслідків Чорнобильської катастрофи» від 12 листопада 2010 року № 1021/2010
47. ↑  Указ Президента України «Про призначення В.Балоги Міністром надзвичайних ситуацій України» від 9 грудня 2010 року № 1110/2010
48. ↑  Верховна Рада України прийняла Постанову «Про призначення Хорошковського В. І. на посаду Голови Служби безпеки України»
49. ↑  Янукович не збирається чіпати Стельмаха. Архів оригіналу за 16 березня 2010. Процитовано 12 березня 2010.
50. ↑  Постанова Верховної Ради України «Про призначення Стельмаха В. С. на посаду Голови Національного банку України» № 2244-IV від 16 грудня 2004 року на офіційному сайті Верховної Ради України
51. ↑  Розпорядження Кабінету Міністрів України від 24 березня 2010 року № 611-р «Про призначення Зайчука Б. О. Головою правління Пенсійного фонду України»
52. ↑  П. Андрєєв очолив ГоловКРУ. Архів оригіналу за 14 березня 2010. Процитовано 12 березня 2010.
53. ↑  Міністр фінансів України Федір Ярошенко представив нового керівника ГоловКРУ — Петра Андрєєва[недоступне посилання]
54. ↑  Розпорядження КМУ від 11 березня 2010 р. № 387-р «Про призначення Андрєєва П. П. Головою Головного контрольно-ревізійного управління України»
55. ↑  Тігіпко не хоче відпускати Кужель [Архівовано 15 березня 2010 у Wayback Machine.] // УНІАН
56. ↑  Розпорядження Кабінету Міністрів України «Про призначення Кужель О. В. Головою Державного комітету України з питань регуляторної політики та підприємництва» № 25-р від 21 січня 2009 року на офіційному сайті Верховної Ради України
57. ↑  Розпорядження Кабінету Міністрів України від 17 березня 2010 року № 465-р «Про звільнення Кужель О. В. з посади Голови Державного комітету України з питань регуляторної політики та підприємництва»
58. ↑  О. Кужель звільнена з посади голови Держкомпідприємництва України. Архів оригіналу за 17 березня 2014. Процитовано 16 березня 2010.
59. ↑  Розпорядження Кабінету Міністрів України від 17 березня 2010 року № 466-р «Про тимчасове покладення виконання обов'язків Голови Державного комітету України з питань регуляторної політики та підприємництва на Загороднього В. П.»
60. ↑  Єдиний Реєстр громадських формувань на офіційному сайті Міністерства юстиції України
61. ↑  Розпорядження Кабінету Міністрів України від 24 березня 2010 року № 607-р «Про призначення Бродського М. Ю. Головою Державного комітету України з питань регуляторної політики та підприємництва»
62. ↑  Головою Держкомфінмоніторингу призначено С.Гуржія, Держказначейства — С.Харченка. Архів оригіналу за 17 березня 2014. Процитовано 13 березня 2010.
63. ↑  Розпорядження КМУ від 11 березня 2010 р. № 389-р «Про призначення Харченка С. І. головою Державного казначейства України»
64. ↑  Розпорядження Кабінету Міністрів України від 21 січня 2009 року № 28-р «Про поновлення Гінзбург О. П. на посаді Голови Державного комітету архівів України» на офіційному сайті Верховної Ради України
65. ↑  Указ Президента України «Про призначення В. Мачуліна Головою Вищої атестаційної комісії України» № 780/2003 від 1 серпня 2003 року на офіційному сайті Верховної Ради України
66. ↑  Розпорядження Кабінету Міністрів України «Про призначення Гуржоса В. М. Головою Державної служби автомобільних доріг України» № 1112-р від 20 серпня 2008 року на офіційному сайті Верховної Ради України
67. ↑  Розпорядження Кабінету Міністрів України від 17 березня 2010 року № 467-р «Про звільнення Гуржоса В. М. з посади Голови Державної служби автомобільних доріг України»
68. ↑  Кабмін звільнив з посади главу Укравтодору В. Гуржоса. Архів оригіналу за 17 березня 2014. Процитовано 17 березня 2010.
69. ↑  Розпорядження Кабінету Міністрів України «Про призначення Демішкана В. Ф. Головою Державної служби автомобільних доріг України» від 26 травня 2010 року № 1086-р
70. ↑  Розпорядження Кабінету Міністрів України «Про призначення Ткаченка Г. М. Головою Державного комітету рибного господарства України» № 310-р від 1 березня 2010 року на офіційному сайті Верховної Ради України
71. ↑  Розпорядження Кабінету Міністрів України від 17 березня 2010 року № 464-р «Про звільнення Ткаченка Г. М. з посади Голови Державного комітету рибного господарства України»
72. ↑  Розпорядження Кабінету Міністрів України від 24 березня 2010 року № 609-р «Про призначення Довбиша О. Е. Головою Державного комітету рибного господарства України»
73. ↑  Розпорядження Кабінету Міністрів України від 23 липня 2008 року № 975-р «Про призначення Тимошенка М. М. Головою Державного комітету лісового господарства України» на офіційному сайті Верховної Ради України
74. ↑  Розпорядження Кабінету Міністрів України від 22 березня 2010 року № 578-р «Про звільнення Тимошенка М. М. з посади Голови Державного комітету лісового господарства України»
75. ↑  Розпорядження Кабінету Міністрів України від 22 березня 2010 року № 579-р «Про призначення Шершуна М. Х. Головою Державного комітету лісового господарства України»
76. ↑  Указ Президента України «Про призначення В. Сташука Головою Державного комітету України по водному господарству» від 6 листопада 2003 року № 1271/2003
77. ↑  Розпорядження Кабінету Міністрів України від 17 грудня 2008 року № 1533-р «Про призначення Кулініча О. М. Головою Державного комітету України із земельних ресурсів» на офіційному сайті Верховної Ради України
78. ↑  Розпорядження Кабінету Міністрів України від 9 вересня 2009 року № 1053-р «Про покладення виконання обов'язків Голови Державного комітету телебачення та радіомовлення України на Наливайка О. І.» на офіційному сайті Верховної Ради України
79. ↑  Розпорядження Кабінету Міністрів України від 17 березня 2010 року № 420-р «Про звільнення Наливайка О. І. з посади першого заступника Голови Державного комітету телебачення та радіомовлення України» на офіційному сайті Верховної Ради України
80. ↑  Розпорядження КМУ «Про покладення виконання обов'язків Голови Державного комітету телебачення та радіомовлення України на Курдіновича О. В.» від 17 березня 2010 року № 422-р
81. ↑  Розпорядження Кабінету Міністрів України від 23 грудня 2009 року № 1570-р «Про призначення Альохіна В. І. Головою Державного комітету України з державного матеріального резерву» на офіційному сайті Верховної Ради України
82. ↑  Розпорядження Кабінету Міністрів України від 17 березня 2010 року № 463-р «Про звільнення Альохіна В. І. з посади Голови Державного комітету України з державного матеріального резерву»
83. ↑  Розпорядження Кабінету Міністрів України від 24 березня 2010 року № 608-р «Про призначення Злочевського М. В. Головою Державного комітету України з державного матеріального резерву»
84. ↑  Розпорядження Кабінету Міністрів україни «Про звільнення Злочевського М. В. з посади Голови Державного комітету України з державного матеріального резерву» від 5 липня 2010 року № 1323-р
85. ↑  Розпорядження Кабінету Міністрів україни «Про призначення Благодиря Ю. А. Головою Державного комітету України з державного матеріального резерву» від 21 липня 2010 року № 1495-р
86. ↑  Розпорядження Кабінету Міністрів України від 13 травня 2009 року № 503-р «Про призначення Решетнікова Ю. Є. Головою Державного комітету України у справах національностей та релігій» на офіційному сайті Верховної Ради України
87. ↑  Наказ Держкомнацрелігій «Про ліквідацію Держкомнацрелігій». Архів оригіналу за 22 червня 2011. Процитовано 4 листопада 2011.
88. ↑  Розпорядження Кабінету Міністрів України «Про призначення Зінченка О. О. Генеральним директором Національного космічного агентства України» № 129-р від 11 лютого 2009 року на офіційному сайті Верховної Ради України
89. 1 2  Юрія Сергійовича Алексєєва призначено на посаду Генерального директора НКАУ. Архів оригіналу за 17 березня 2014. Процитовано 15 березня 2010.
90. ↑  Розпорядження КМУ «Про відставку Зінченка О. О.» від 17 березня 2010 року № 427-р
91. ↑  Національне космічне агентство України замість О. Зинченка очолив Ю. Алексєєв [Архівовано 13 серпня 2011 у Wayback Machine.] (рос.)
92. ↑  Розпорядження КМУ «Про призначення Алексєєва Ю. С. Генеральним директором Національного космічного агентства України» від 17 березня 2010 року № 428-р
93. ↑  Указ Президента України «Про призначення І. Балаклицького Головою Державної судової адміністрації України» від 8 липня 2005 року № 1066/2005
94. ↑  О. Рябченко очолив ФДМУ, — С. Тігіпко. Архів оригіналу за 17 березня 2014. Процитовано 18 березня 2010.
95. ↑  Розпорядження КМУ від 17 березня 2010 р. № 387-р «Про призначення Рябченка О. В. першим заступником Голови Фонду державного майна України»
96. ↑  Розпорядження Кабінету Міністрів України від 17 березня 2010 року № 489-р «Про тимчасове покладення виконання обов'язків Голови Фонду державного майна України на Рябченка О. В.»
97. ↑  О. Рябченко приступив до виконання обов'язків голови ФДМУ з 18 березня 2010 р., — прес-служба. Архів оригіналу за 17 березня 2014. Процитовано 19 березня 2010.
98. ↑  Указ Президента України «Про призначення І. Калініна начальником Управління державної охорони України» від 20 квітня 2010 року № 549/2010
99. ↑  Розпорядження Кабінету Міністрів України від 18 червня 2009 року № 839-р «Про тимчасове покладення виконання обов'язків Голови Антимонопольного комітету України на Мельниченка О. І.» на офіційному сайті Верховної Ради України
100. ↑  Розпорядження Кабінету Міністрів України від 24 грудня 2007 року № 1178-р «Про призначення Буряка С. В. Головою Державної податкової адміністрації України» на офіційному сайті Верховної Ради України
101. ↑  Розпорядження КМУ від 17 березня 2010 р. № 435-р «Про відставку Буряка С. В.»
102. ↑  Розпорядження КМУ від 17 березня 2010 р. № 437-р «Про тимчасове покладення виконання обов'язків Голови Державної податкової адміністрації України на Шейбута В. В.»
103. ↑  Розпорядження Кабінету Міністрів України від 24 березня 2010 року № 589-р «Про призначення Папаіки О. О. Головою Державної податкової адміністрації України»
104. ↑  Розпорядження Кабінету Міністрів України від 14 жовтня 2009 року № 1208-р «Про призначення Супрун Л. П. Головою Державного агентства України з інвестицій та інновацій» на офіційному сайті Верховної Ради України
105. ↑  Розпорядження Кабінету Міністрів України від 17 березня 2010 року № 423-р «Про відставку Супрун Л. П.» на офіційному сайті Верховної Ради України
106. ↑  А.Клюєв представив нового керівника Держінвестицій О. Тарана. Архів оригіналу за 14 липня 2014. Процитовано 18 березня 2010.
107. ↑  Розпорядження КМУ від 17 березня 2010 р. № 424-р «Про призначення Тарана О. В. Головою Державного агентства України з інвестицій та інновацій»
108. ↑  Розпорядження Кабінету Міністрів України «Про призначення Плосконоса І. М. Головою Державного комітету України у справах ветеранів» від 14 лютого 2007 року № 197
109. ↑  Указ Президента України «Про призначення Т. Мотренка Начальником Головного управління державної служби України» від 1 жовтня 2003 року № 1130/2003
110. ↑  Розпорядження Кабінету Міністрів України від 28 січня 2009 року № 52-р «Про призначення Макаренка А. В. Головою Державної митної служби України» на офіційному сайті Верховної Ради України
111. ↑  Розпорядження Кабінету Міністрів України від 22 березня 2010 року № 580-р «Про звільнення Макаренка А. В. з посади Голови Державної митної служби України»
112. ↑  Розпорядження Кабінету Міністрів України від 22 березня 2010 року № 583-р «Про призначення Калєтніка І. Г. Головою Державної митної служби України»
113. ↑  Указ Президента України «Про призначення О. Миколайчук Головою Державного комітету ядерного регулювання України» від 26 лютого 2005 року № 380/2005
114. ↑  Розпорядження Кабінету Міністрів України «Про призначення Демьохіна В. А. Головою Державної служби експортного контролю України» від 16 червня 2010 року № 1237-р
115. ↑  Розпорядження Кабінету Міністрів України від 30 січня 2008 року № 191-р «Про призначення Лупальцова І. В. Головою Національного агентства екологічних інвестицій України» на офіційному сайті Верховної Ради України
116. ↑  Розпорядження Кабінету Міністрів України від 17 березня 2010 року № 469-р «Про відставку Лупальцова І. В.»
117. ↑  Розпорядження Кабінету Міністрів України «Про призначення Орленка С. Л. Головою Національного агентства екологічних інвестицій України» від 31 березня 2010 року N 697-р
118. 1 2  НКРЕ очолив С. Тітенко, НАК «ЕКУ» — П. Омельяновський
119. ↑  Розпорядження Кабінету Міністрів України від 29 грудня 2007 року № 1304-р «Про призначення Кальченка В. М. Головою Національної комісії регулювання електроенергетики України» на офіційному сайті Верховної Ради України
120. ↑  Розпорядження КМУ від 17 березня 2010 року № 429-р «Про звільнення Кальченка В. М. з посади Голови Національної комісії регулювання електроенергетики України»
121. ↑  Розпорядження КМУ від 17 березня 2010 року № 430-р «Про призначення Тітенка С. М. Головою Національної комісії регулювання електроенергетики України»
122. ↑  Розпорядження Кабінету Міністрів України від 5 березня 2009 року № 230-р «Про призначення Суслова В. І. Головою Державної комісії з регулювання ринків фінансових послуг України» на офіційному сайті Верховної Ради України
123. ↑  Розпорядження Кабінету Міністрів України від 22 березня 2010 року № 576-р «Про відставку Суслова В. І.»
124. ↑  Розпорядження Кабінету Міністрів України від 22 березня 2010 року № 577-р «Про призначення Волги В. О. Головою Державної комісії з регулювання ринків фінансових послуг України»
125. ↑  Розпорядження Кабінету Міністрів України від 24 березня 2010 року № 668-р «Про звільнення Чеботаренка Ю. Б. з посади Голови Державної служби спеціального зв'язку та захисту інформації України»
126. ↑  Розпорядження Кабінету Міністрів України від 24 березня 2010 року № 669-р «Про призначення Нетудихати Л. І. Головою Державної служби спеціального зв'язку та захисту інформації України»
127. ↑  Головою Державного комітету фінансового моніторингу України призначено Гуржія Сергія Григоровича. Архів оригіналу за 4 березня 2016. Процитовано 13 березня 2010.
128. ↑  Розпорядження КМУ від 11 березня 2010 року № 386-р «Про призначення Гуржія С. Г. Головою Державного комітету фінансового моніторингу України»
129. ↑  Розпорядження Кабінету Міністрів України від 3 червня 2009 року № 584-р «Про призначення Петрашка С. Я. Головою Державної комісії з цінних паперів та фондового ринку» на офіційному сайті Верховної Ради України
130. ↑  Розпорядження КМУ «Про відставку Петрашка С. Я.» від 17 березня 2010 року № 418-р
131. ↑  Розпорядження Кабінету Міністрів України від 24 березня 2010 року № 612-р «Про призначення Тевелєва Д. М. Головою Державної комісії з цінних паперів та фондового ринку»
132. ↑  Розпорядження Кабінету Міністрів України від 19 серпня 2009 року № 963-р «Про призначення Галінського О. І. Головою Державного департаменту України з питань виконання покарань» на офіційному сайті Верховної Ради України
133. ↑  Розпорядження КМУ від 17 березня 2010 року № 431-р «Про звільнення Галінського О. І. з посади Голови Державного департаменту України з питань виконання покарань»
134. ↑  Розпорядження Кабінету Міністрів України «Про призначення Лісіцкова О. В. Головою Державного департаменту України з питань виконання покарань» від 3 березня 2010 року № 702-р
135. ↑  Розпорядження Кабінету Міністрів України від 28 травня 2009 року № 746-р «Про призначення Колобова С. О. Головою Національної комісії з питань регулювання зв'язку України» на офіційному сайті Верховної Ради України
136. ↑  Розпорядження Кабінету Міністрів України від 31 березня 2010 року № 693-р «Про звільнення Колобова С. О. з посади Голови Національної комісії з питань регулювання зв'язку України» на офіційному сайті Верховної Ради України
137. ↑  Розпорядження Кабінету Міністрів України від 31 березня 2010 року № 695-р
138. ↑  Указ Президента України «Питання Комітету з Державних премій України в галузі науки і техніки» від 18 червня 2010 року № 706/2010
139. ↑  Розпорядження Кабінету Міністрів України від 22 лютого 2008 року № 333-р «Про призначення Лосюк Л. В. Головою Державного комітету України з питань технічного регулювання та споживчої політики» на офіційному сайті Верховної Ради України
140. ↑  Розпорядження Кабінету Міністрів України від 17 березня 2010 року № 490-р «Про звільнення Лосюк Л. В. з посади Голови Державного комітету України з питань технічного регулювання та споживчої політики» на офіційному сайті Верховної Ради України
141. ↑  Розпорядження Кабінету Міністрів України від 24 березня 2010 року № 610-р «Про призначення Поволоцького О. В. Головою Державного комітету України з питань технічного регулювання та споживчої політики»
142. ↑  Розпорядження Кабінету Міністрів України від 15 квітня 2009 року № 401-р «Про призначення Єрмілова С. Ф. Головою Національного агентства України з питань забезпечення ефективного використання енергетичних ресурсів» на офіційному сайті Верховної Ради України
143. ↑  Постанова Кабінету Міністрів України «Про призначення Сторчака С. О. Головою Державного комітету України з промислової безпеки, охорони праці та гірничого нагляду» від 22 серпня 2006 року № 1218
144. ↑  Розпорядження Кабінету Міністрів України від 30 січня 2009 року № 186-р «Про призначення Мормуля Д. Д. головою Державної геологічної служби» на офіційному сайті Верховної Ради України
145. ↑  Розпорядження Кабінету Міністрів України від 24 березня 2010 року № 636-р «Про звільнення Мормуля Д. Д. з посади голови Державної геологічної служби»
146. ↑  Розпорядження Кабінету Міністрів України від 24 березня 2010 року № 646-р «Про призначення Безуха А. В. головою Державної геологічної служби»
147. ↑  Розпорядження Кабінету Міністрів України від 24 березня 2010 року № 635-р «Про звільнення Іванкова Р. Ш. з посади начальника Державної екологічної інспекції України»
148. ↑  Жила Павло Броніславович [Архівовано 3 травня 2010 у Wayback Machine.] на офіційному сайті виконкому Криворізької міської ради
149. ↑  Розпорядження Кабінету Міністрів України від 24 березня 2010 року № 645-р «Про призначення Жили П. Б. начальником Державної екологічної інспекції України»
150. 1 2 3  Постанова КМУ від 5 липня 2010 р. N 548 «Про утворення Державного комітету України з питань науки, інновацій та інформатизації»
151. ↑  Біографія Семиноженка В. П. Архів оригіналу за 23 серпня 2013. Процитовано 21 жовтня 2012.
152. ↑  Розпорядження КМУ від 5 липня 2010 р. N 1317-р «Про призначення Семиноженка В. П. Головою Державного комітету України з питань науки, інновацій та інформатизації»
153. ↑  Указ Президента України № 481/2007 від 1 червня 2007 року «Про відновлення дії Указу Президента України від 4 листопада 2005 року № 1542» на офіційному сайті Верховної Ради України
154. ↑  Указ Президента України № 911/2006 від 31 жовтня 2006 року «Про призначення О. Окіса головою Національної служби посередництва і примирення» на офіційному сайті Верховної Ради України
155. ↑  Розпорядження Кабінету Міністрів України № 865-р від 25 червня 2008 року «Про призначення Костицького В. В. Головою Національної експертної комісії з питань захисту суспільної моралі» на офіційному сайті Верховної Ради України
156. ↑  Л. Ізовітову звільнено з посади голови Вищої ради юстиції
157. ↑  Ізовітова Лідія Павлівна [Архівовано 24 грудня 2009 у Wayback Machine.] на офіційному сайті Вищої ради юстиції
158. ↑  Головою Вищої ради юстиції обрано В. Колесниченка
159. ↑  Колесниченко Володимир Миколайович [Архівовано 16 жовтня 2007 у Wayback Machine.] на офіційному сайті Вищої ради юстиції
160. ↑  Розпорядження Кабінету Міністрів України «Про призначення Рубана І. А. Головою Державного комітету інформатизації України» № 549-р від 2 квітня 2008 року на офіційному сайті Верховної Ради України
161. ↑  Розпорядження КМУ «Про звільнення Рубана І. А. з посади Голови Державного комітету інформатизації України» від 17 березня 2010 року № 419-р
162. ↑  Розпорядження Кабінету Міністрів України «Про призначення Мєзєнцевої Н. Б. Головою Державного комітету інформатизації України» від 7 червня 2010 № 1168-р
163. ↑  Постанова Кабінету Міністрів України від 7 квітня 2010 року № 290 «Про утворення Державного комітету України з питань науково-технічного та інноваційного розвитку» [Архівовано 2 лютого 2012 у Wayback Machine.] на офіційному сайті Верховної Ради України
164. ↑  Уряд утворив Державний комітет з питань науково-технічного та інноваційного розвитку
165. ↑  Гриньов Борис Вікторович [Архівовано 26 грудня 2009 у Wayback Machine.] у базі Національної бібліотеки України імені В. І. Вернадського
166. ↑  Володимир Семиноженко представив Голову Державного комітету з питань науково-технічного та інноваційного розвитку. Архів оригіналу за 4 березня 2016. Процитовано 16 квітня 2010.
167. ↑  Розпорядження КМУ від 1 листопада 2010 р. N 2071-р «Про затвердження переліку урядових комітетів та їх посадового складу»
168. ↑  http://www.rada.gov.ua/cgi-bin/laws/main.cgi?nreg=1548-2010-%F0%5Bнедоступне+посилання+з+липня+2019%5D
169. ↑  Кабінет Міністрів затвердив перелік урядових комітетів. Архів оригіналу за 23 березня 2010. Процитовано 18 березня 2010.
170. ↑  Розпорядження КМУ від 17 березня 2010 року № 460-р «Про перелік урядових комітетів та їх посадовий склад»
171. ↑  Пріоритети Уряду — боротьба з бідністю і реформи. Архів оригіналу за 17 березня 2014. Процитовано 13 березня 2010.
172. ↑  Микола Азаров: Україна для людей — робота для нової якості життя. Архів оригіналу за 23 березня 2010. Процитовано 12 березня 2010.
173. 1 2  В. Янукович дав доручення уряду підготувати програму діяльності Кабміну, враховуючи його передвиборчу програму
174. ↑  Закон України «Про Державну програму економічного і соціального розвитку України на 2010 рік» від 20 травня 2010 року № 2278-VI
175. ↑  ВР звільнила Семиноженка з посади віце-прем'єра. Архів оригіналу за 8 серпня 2013. Процитовано 13 жовтня 2010.
176. ↑  Литвин ініціює відставку з посади міністра свого соратника. Архів оригіналу за 21 грудня 2010. Процитовано 13 жовтня 2010.
177. ↑  Рада звільнила Шуфрича з посади міністра надзвичайних ситуацій. Архів оригіналу за 22 липня 2010. Процитовано 13 жовтня 2010.
178. ↑  Янукович звільнив Сівковича і Слауту. Архів оригіналу за 15 жовтня 2010. Процитовано 13 жовтня 2010.
179. ↑  Янукович зробив Балогу міністром. Архів оригіналу за 3 лютого 2012. Процитовано 12 листопада 2010.
180. ↑  Янукович звільнив 15 міністрів, але частину перепризначив. Архів оригіналу за 11 грудня 2010. Процитовано 10 грудня 2010.
181. ↑  Президент звільнив Ємця. Архів оригіналу за 21 травня 2011. Процитовано 24 травня 2011.
182. ↑  Президент призначив Міністром охорони здоров'я Олександра Аніщенка
183. ↑  Янукович змінив Єжеля на Саламатіна. Архів оригіналу за 10 лютого 2012. Процитовано 9 лютого 2012.
184. ↑  Указ Президента України № 210/2012 Про призначення П.Порошенка Міністром економічного розвитку і торгівлі України. Архів оригіналу за 25 березня 2012. Процитовано 23 березня 2012.
185. ↑  Янукович призначив міністром продавця Межигір'я [Архівовано 21 квітня 2012 у Wayback Machine.] — УП, 20.4.2012
186. ↑  NEWSru.ua: «Янукович обіцяє ще 21 „болючу“ реформу». Архів оригіналу за 22 серпня 2011. Процитовано 13 серпня 2011.
187. ↑  Сайт Президента України: Закон України № 2456-VI «Бюджетний кодекс України». Архів оригіналу за 5 серпня 2010. Процитовано 13 серпня 2011.
188. ↑  Ліга-Новости: «Новый Бюджетный кодекс втрое сокращает местные налоги». Архів оригіналу за 5 грудня 2012. Процитовано 13 серпня 2011.
189. ↑  Сайт Президента України: Закон України № 2608-VI «Про внесення змін до деяких законодавчих актів України щодо обмеження державного регулювання господарської діяльності». Архів оригіналу за 16 листопада 2010. Процитовано 13 серпня 2011.
190. ↑  Сайт Президента України: Закон України № 2623-VI «Про підготовку та реалізацію інвестиційних проектів за принципом „єдиного вікна“». Архів оригіналу за 25 січня 2014. Процитовано 13 серпня 2011.
191. ↑  Янукович підписав Податковий кодекс, прийнятий 2 грудня[недоступне посилання]
192. ↑  Податковий кодекс прийнято у новій редакції. Архів оригіналу за 5 грудня 2010. Процитовано 13 серпня 2011.
193. ↑  Новий Майдан: підприємці проти Податкового кодексу. Архів оригіналу за 22 грудня 2010. Процитовано 13 серпня 2011.
194. ↑  Українські підприємці масово полишають малий бізнес. Архів оригіналу за 4 березня 2016. Процитовано 13 серпня 2011.
195. ↑  Закон про пенсійну реформу не передали на підпис Президенту
196. ↑  В Україні набрав чинності закон про пенсійну реформу. Архів оригіналу за 24 жовтня 2011. Процитовано 18 жовтня 2011.
197. ↑  На які запитання дав відповідь закон «Про державний земельний кадастр»?[недоступне посилання з липня 2019]
198. ↑  Рада ухвалила закон про Державний земельний кадастр
199. ↑  Сайт Президента України: Указ Президента України № 224/2011 Про підтримку ініціативи щодо створення Конституційної Асамблеї. Архів оригіналу за 24 серпня 2011. Процитовано 13 серпня 2011.
200. ↑  УНІАН: «Янукович підписав указ про створення Конституційної Асамблеї». Архів оригіналу за 24 лютого 2011. Процитовано 13 серпня 2011.
201. ↑  UBR: «Конституционная ассамблея будет создана до конца года». Архів оригіналу за 5 грудня 2012. Процитовано 13 серпня 2011.
202. ↑  Galinfo: «Мін'юст оприлюднив проект Кримінального процесуального кодексу». Архів оригіналу за 17 березня 2014. Процитовано 13 серпня 2011.
203. ↑  Українські Національні Новини: «В.Янукович наполягає на ухваленні нового Кримінально-процесуального кодексу до кінця року»
204. ↑  Закон України «Про засади запобігання і протидії корупції» підписаний Президентом України![недоступне посилання з липня 2019]
205. ↑  Сайт Президента України: Закон України № 2297-VI «Про захист персональних даних». Архів оригіналу за 3 грудня 2011. Процитовано 13 серпня 2011.
206. ↑  УНІАН: «Верховна Рада ухвалила закон про захист персональних даних». Архів оригіналу за 21 червня 2010. Процитовано 13 серпня 2011.
207. ↑  Сайт УГСПЛ: «Закон Про захист персональних даних є вагомим кроком для побудови тоталітаризму». Архів оригіналу за 1 серпня 2011. Процитовано 13 серпня 2011.
208. ↑  Прийнято закон про доступ до публічної інформації. Архів оригіналу за 19 січня 2011. Процитовано 13 серпня 2011.
209. ↑  В ОБСЄ привітали прийняття закону України про доступ до інформації[недоступне посилання]
210. ↑  USAID від американського народу: «Реформування галузі охорони здоров'я набирає обертів». Архів оригіналу за 6 березня 2016. Процитовано 13 серпня 2011.
211. ↑  Сайт МОЗ: «Проект Концепції управління якістю медичної допомоги у галузі охорони здоров'я України на період до 2020 р.». Архів оригіналу за 16 серпня 2011. Процитовано 13 серпня 2011.
212. ↑  Сайт Міністерства освіти, науки, молоді та спорту України: «Громадське обговорення». Архів оригіналу за 19 серпня 2011. Процитовано 13 серпня 2011.
213. ↑  Сайт Міністерства освіти, науки, молоді та спорту України: «Що таке освітня реформа». Архів оригіналу за 15 серпня 2011. Процитовано 13 серпня 2011.
214. ↑  «Реформи у шкільних туалетах: ласкаво просимо, Миколо Яновичу!», газета «Експрес», 18 лютого 2013 року [недоступне посилання з липня 2019]
215. ↑  Сайт Президента України: Закон України № 1909-VI «Про внесення змін до Закону України „Про кінематографію“ та інших законів України щодо підтримки виробництва національних фільмів». Архів оригіналу за 25 квітня 2010. Процитовано 13 серпня 2011.
216. ↑  Life in Ukraine: «В Україні набули чинності зміни до закону про кінематографію». Архів оригіналу за 17 березня 2014. Процитовано 13 серпня 2011.
217. ↑  Сайт Президента України: Закон України № 2274-VI «Про посилення захисту майна редакцій засобів масової інформації, видавництв, книгарень, підприємств книгорозповсюдження, творчих спілок». Архів оригіналу за 19 червня 2010. Процитовано 13 серпня 2011.
218. ↑  Сайт Президента України: Закон України № 2518-VI «Про внесення змін до деяких законодавчих актів України щодо охорони культурної спадщини». Архів оригіналу за 8 жовтня 2010. Процитовано 13 серпня 2011.
219. ↑  Сайт Президента України: Закон України № 2778-VI «Про культуру». Архів оригіналу за 13 січня 2011. Процитовано 13 серпня 2011.
220. ↑  Сайт Президента України: Закон України № 2479-VI «Про Національну комісію регулювання ринку комунальних послуг України». Архів оригіналу за 16 липня 2010. Процитовано 13 серпня 2011.
221. ↑  ZAXID.NET: «Янукович доручив до серпня затвердили єдині тарифи по всій Україні». Архів оригіналу за 9 липня 2011. Процитовано 13 серпня 2011.
222. ↑  ZN, UA: «Верховна Рада готується прийняти Житловий кодекс»
223. ↑  БукІнфо: «Житловий Кодекс може вивести українців на вулиці». Архів оригіналу за 13 березня 2016. Процитовано 13 серпня 2011.
224. ↑  Кабмін Азарова побив європейські рекорди [Архівовано 17 березня 2010 у Wayback Machine.] // Українська правда
225. ↑  У новому уряді — жодної жінки. Архів оригіналу за 17 березня 2014. Процитовано 11 березня 2010.
226. ↑  FEMEN: без жінок в Кабміні не буде демократії. Архів оригіналу за 17 березня 2014. Процитовано 11 березня 2010.
227. ↑  Олена Яхно. Новий уряд: тестування зовнішнє та внутрішнє // «День» № 43 за 12 березня 2010
228. ↑  Третина нового складу Кабінету міністрів родом з Донецька і області [Архівовано 14 березня 2010 у Wayback Machine.] // «Дзеркало тижня» № 10(790) за 13-19 березня 2010 року
229. ↑   [Архівовано 6 грудня 2012 у Wayback Machine.], Корреспондент.нет